# Новомиргород
Новоми́ргород — місто в Україні, у південній частині Середньої Наддніпрянщини, центр Новомиргородської міської громади Новоукраїнського району Кіровоградської області. Розташоване на річці Велика Вись за 72 км від Кропивницького. 
Перша згадка про Новомиргород датується 1746 роком. З 1752 року Новомиргород — адміністративний центр Нової Сербії. З 1923 року — районний центр Єлисаветградського округу, з 1959 — місто районного підпорядкування Кіровоградської області.
Постановою Кабінету Міністрів України від 26 липня 2001 року місто Новомиргород внесено до списку історичних населених місць України. У 2010 році місто відзначило свій 270-літній ювілей.

## Географія

### Розташування
Новомиргород розташований на півночі Кіровоградської області, у центрі Новомиргородського району, за 72 км від обласного центру на правій притоці Синюхи — річці Велика Вись, у її долині і на берегах. Річище Великої Висі в межах міста звивисте. Рельєф міста визначається хвилястістю та рівнинністю і визначений геологічною будовою. Місто розташоване в лісостеповій зоні, у межах Південнопридніпровської височинної області Дністровсько-Дніпровської лісостепової провінції Східноєвропейської рівнини на Корсунь-Новомиргородському плутоні Українського щита Східноєвропейської платформи.
Територія міської ради становить 88,58 км², з них 7,75 км² — площа забудованих земель. Сукупна площа зелених насаджень — 4,4 км²
| Сусідні міста |              |               |
| Шпола         | Сміла        | Кам'янка      |
| Тальне        | Новомиргород | Знам'янка     |
| Умань         | Мала Виска   | Кропивницький |

| Сусідні села |              |               |
| Листопадове  | Турія        | Йосипівка     |
| Андріївка    | Новомиргород | Костянтинівка |
| Коробчине    | Пурпурівка   | Мартоноша     |

### Корисні копалини
Корисні копалини в околицях Новомиргорода представлені в основному будівельною та вугільною сировиною. Поклади лабрадоритів поблизу с. Лікареве в долині Великої Висі виходять на поверхню і становлять 1,7 тис. м³. Новомиргородське родовище суглинків, придатних для виробництва лицювальної цегли, має запаси 6,7 млн м³. Є поклади каоліну. Енергетичні запаси представлені покладами бурого вугілля.

### Клімат
Клімат помірний, континентальний. Середньорічні температури повітря: літня — (+18 °C), зимова — (-10 °C). Середньорічна кількість опадів становить 500—550 мм.
Переважають вітри північно-західного напряму.
Ґрунти — чорноземи на лесових породах.
| Клімат Новомиргорода               | Клімат Новомиргорода | Клімат Новомиргорода | Клімат Новомиргорода | Клімат Новомиргорода | Клімат Новомиргорода | Клімат Новомиргорода | Клімат Новомиргорода | Клімат Новомиргорода | Клімат Новомиргорода | Клімат Новомиргорода | Клімат Новомиргорода | Клімат Новомиргорода | Клімат Новомиргорода |
| Показник                           | Січ.                 | Лют.                 | Бер.                 | Квіт.                | Трав.                | Черв.                | Лип.                 | Серп.                | Вер.                 | Жовт.                | Лист.                | Груд.                | Рік                  |
| Абсолютний максимум, °C            |                      |                      |                      |                      |                      |                      | 38,7                 |                      |                      |                      |                      |                      |                      |
| Середній максимум, °C              | −2                   | −1                   | 3                    | 13                   | 20                   | 23                   | 25                   | 24                   | 19                   | 12                   | 5                    | 0                    | 11                   |
| Середня температура, °C            | −5,7                 | −4,3                 | 0,5                  | 8,9                  | 15,3                 | 18,6                 | 20,0                 | 19,4                 | 14,7                 | 8,1                  | 2,3                  | −2,3                 | 8,0                  |
| Середній мінімум, °C               | −8                   | −6                   | −2                   | 5                    | 10                   | 13                   | 20                   | 14                   | 10                   | 4                    | 0                    | −4                   | 5                    |
| Абсолютний мінімум, °C             | −35,3                |                      |                      |                      |                      |                      |                      |                      |                      |                      |                      |                      |                      |
| Норма опадів, мм                   | 32                   | 31                   | 27                   | 36                   | 45                   | 66                   | 72                   | 48                   | 38                   | 27                   | 35                   | 42                   | 499                  |
| ---------------------------------- | -------------------- | -------------------- | -------------------- | -------------------- | -------------------- | -------------------- | -------------------- | -------------------- | -------------------- | -------------------- | -------------------- | -------------------- | -------------------- |
| Джерело: Опис клімату Новомиргород |                      |                      |                      |                      |                      |                      |                      |                      |                      |                      |                      |                      |                      |

## Історія

### XVII—XVIII століття

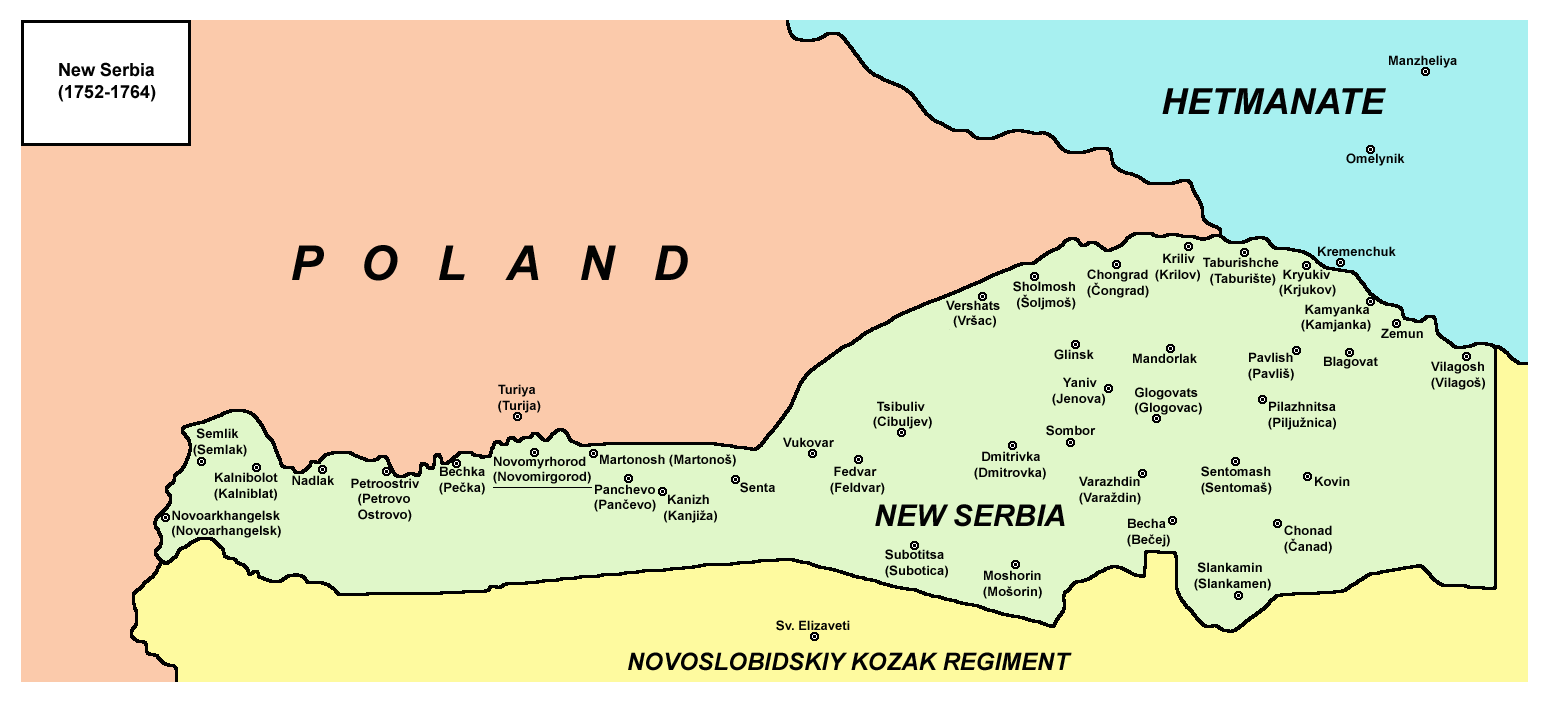
Новомиргород на мапі Нової Сербії

Новомиргород вперше згадується 1746 року[джерело?] як зимівник запорозьких козаків — хутір Тресяги (пол. Trzesawiska — болота, плавні). У ньому налічувалось близько 20-30 дворів.
Район зимівника заселяли вихідці з різних регіонів України. Переселенці з Миргорода Полтавської губернії заснували біля урочища Тресяги нове поселення — Новий Миргород. Першими будівничими в ньому були козаки Миргородського полку на чолі з полковником Василем Капністом.
У 1752 році Новий Миргород вже згадується як село. 1753 року вже була збудована фортеця в Трисагах (пол. Trisagach)і вона стала столицею військово-поселенської території Новосербії, створеної за розпорядженням російського уряду. Її керівником і командиром військового корпусу був призначений сербський полковник Іван Хорват. В 1752–1764 роках в Новомиргороді знаходився центр новосербського Гусарського полку — одного з двох полків Нової Сербії та відповідно його Перша рота. 6 грудня 1752 року Іван Хорват почав будівництво кам'яного собору Святого Миколая, що знаходився на території шанцю.

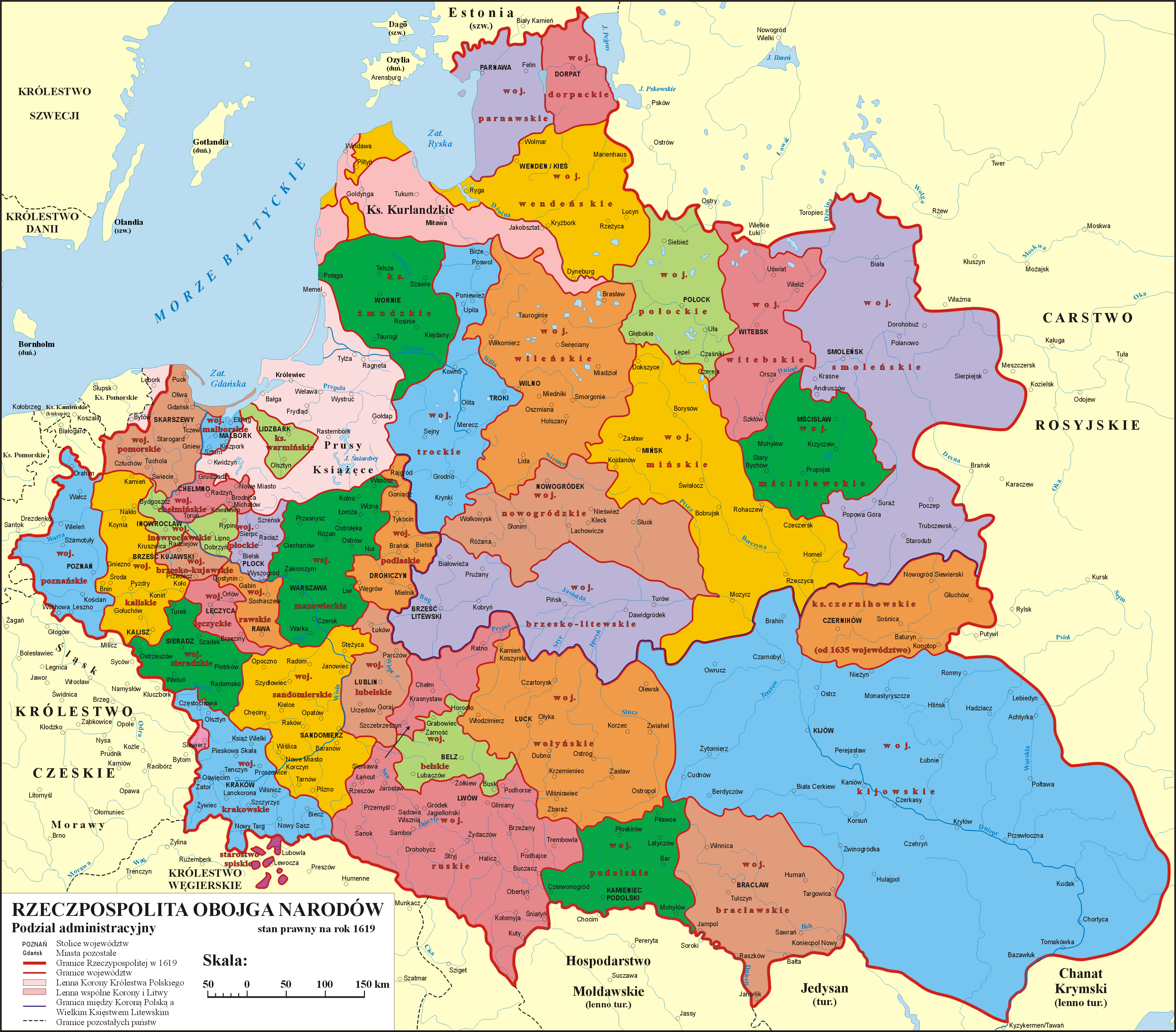
Гуляйпіль на мапі Республіки Двох Народів

1759 року в районі Новомиргорода гайдамаки кілька разів нападали на володіння магнатів Любомирських. Об'єктами нападів часто ставали слободи та маєтки сербських офіцерів. 1773 року Новомиргород отримав статус міста і був виведений з шанців. 1784 року його перетворили на посад. Новомигород став торговим містечком, у ньому навіть для піклування закордонною торгівлею були установи, як це видно з перепису, зробленого в 1789 році, про наявність консулів Священної Римської імперії, польського та неаполітанського.
Станом на 1787 рік, у Новомиргороді існували три церкви та одна фабрика.
10 травня 1795 року в місті відбулося відкриття Вознесенського намісництва; відкривав губернатор Катеринославського намісництва Йосип Іванович Хорват, був присутнім — катеринославський митрополит Гавриїл. 10 березня 1798 року у місті вперше запрацювала новоросійська семінарія після її переїзду з Полтави.
Територія Златополя почала заселятись ще з XVI століття. Перша датована згадка назви цього міста Гуляйпіль зустрічається на мапі адміністративного поділу Республіки Двох Народів від 1619 року і ним володіли Жубрики, а в 1723 році він став власністю князів Любомирських.

### XIX століття

Новомиргород на мапі 7-го кавалерійського округу

1803 року Новомиргород увійшов до складу Херсонської губернії як повітове місто. Внаслідок його важливого торгового значення тут мешкали польський, венеційський та австрійській консули. Пізніше Новомиргород отримав статус заштатного міста.
В 1797 році Полтавська єпархія перейменовується в Новоросійську і переводиться в м. Новомиргород, сюди ж були переведені духовна семінарія і консисторія. Новомиргород стає кафедральним містом.
17 січня 1804 року отримано указ про перейменування новоросійського єпископа Афанасія катеринославським, херсонським та таврійським. Катеринославська консисторія та семінарія, отже і преосвященний Афанасій, перебралися з Новомиргорода в Катеринослав.
З лютого 1820 року Новомиргород підпорядкували відомству військових поселень. Серед жителів міста відбувалися заворушення, які були придушені військовими. З 1819 по 1834 роки Новомиргород був місцем дислокації 3-го уланського полку, яким командував полковник Гревс. У 1834 році місто переведено у статус військового містечка Бобринецького повіту.
1836 року в місті розташувалось управління п'ятого-сьомого округів Новоросійського військового поселення, адміністрація сьомого округу та його першої волості. З цього часу місто почало перебудовуватись на військовий лад. Протягом багатьох років поселенці під наглядом офіцерів виконували сільськогосподарські роботи. Перебування у складі військових поселень гальмувало соціально-економічний розвиток міста, а промисловість повністю працювала на потреби військових.
Після скасування військових поселень 1859 року управління містом здійснювала міська дума. Новомиргород знову отримав статус заштатного міста, економічний розвиток помітно прискорився. Поряд з традиційним сільськогосподарським виробництвом розвивається переробне, поширюються водяні млини, винокурні, салотопні та цегельні підприємства. 1869 року було створено Міський громадський банк. Наприкінці 1890-х років у місті налічувалося три млини, два цегельних заводи, дві броварні, гуральня, свічна фабрика та майстерня по виробництву виїзних екіпажів.
Містом Златополем та навколишніми землями після затяжних судових процесів з графинею Браницькою та Енгельгардтами з 1801 по 1825 роки володів генерал Висоцький. За часів його господарювання тут було збудовано православну церкву, греблю на річці Турія, кілька кам'яних крамниць, суконну фабрику, двоповерховий трактир та чоловічий приватний пансіон.
1833 року Златопіль та навколишні села стали власністю спадкоємців генерала — Петра та Адріана Лопухіних. Тут в 1836 році було відкрито жіночий пансіон. В 1846 році став до дії шкірзавод Ф. Леве. 1885 року Златопільське дворянське училище перетворене в класичну чоловічу гімназію.

### XX століття

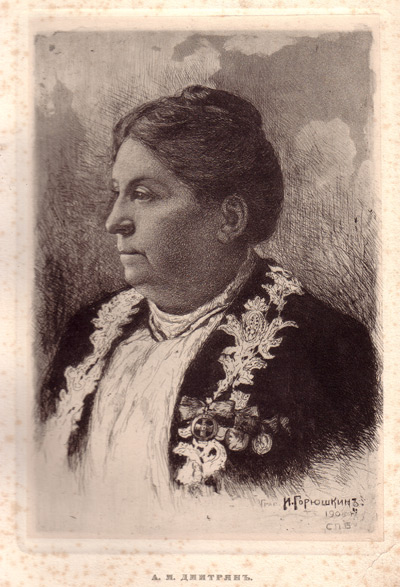
Ганна Дмитрян. Фото 1905 року.

В 1913 році на кошти Ганни Дмитрян, дочки грецького негоціанта Мартакі, у місті було зведено будівлю міської лікарні, що збереглась до нашого часу. В 1914 році в Новомиргороді було відкрито залізницю та залізничний вокзал.
У квітні 1917 року в Новомиргороді було сформовано Раду робітничих та солдатських депутатів. 25 березня 1918 року до міста вступили австро-німецькі війська та війська Центральної Ради. 29 квітня була офіційно проголошена влада Скоропадського. В листопаді цього ж року влада в Новомиргороді переходить до Директорії. 10 травня 1919 року до міста увійшли війська отамана Григор'єва, а вже в другій половині серпня його зайняли денікінці.
У січні 1920 року було встановлено більшовицьку владу, створено волосний революційний комітет, сформовано партійні осередки. Після запровадження політики НЕПу, у Новомиргороді існувало 29 промислових об'єктів та 35 торгових закладів, власниками яких були переважно євреї. В 1923 році Новомиргород став районним центром Єлисаветградського округу. Тут почали розвиватись провідні галузі місцевої промисловості. Зачепив мешканців міста Голодомор 1932 — 1933 років.

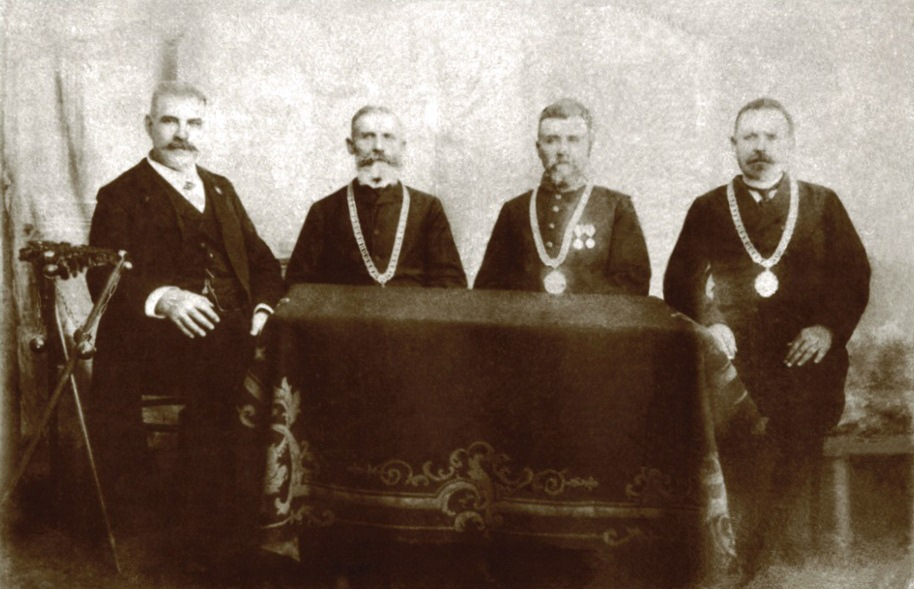
Члени Новомиргородської міської управи. 1910 рік.

1 серпня 1941 року почалась німецька окупація Новомиргорода та Златополя. Понад 1 тис. юнаків і дівчат вивезено на каторжні роботи до Німеччини, близько 5 тис. жителів страчено. На території Златополя знаходилось гетто, де в 1942–1943 роках було розстріляно або отруєно газом близько 1200 євреїв. Обидва міста було звільнено від німецької окупації в ході Корсунь-Шевченківської операції близько 10-ї години ранку 11 березня 1944 року.
Протягом 1944–1950 років промислові підприємства міста досягли довоєнного рівня. Райцентр було радіофіковано. В червні 1949 року завершено будівництво плодоконсервного заводу. В умовах «відлиги» економічна ситуація в місті поступово стабілізується. З 1957 року, після реорганізації органів управління промисловістю розпочинається прискорений розвиток промисловості та соціальної інфраструктури. Було розширено виробництво на плодоконсервному заводі, заводі будівельних матеріалів та шкірзаводі, створено шляхово-експлуатаційну дільницю, побудовано два нових мости через Велику Вись, млин, хлібзавод, олійню. В 1957 році утворилося літературне об'єднання «Вись».
У 1959 році до Новомиргорода приєднано місто Златопіль (до 1787 року — Гуляйпіль), що раніше входив до складу Черкаської області, а також села Виноградівку та Катеринівку.
У 1967 році за ініціативи вчителів міста був створений районний історико-краєзнавчий музей. У грудні 1971 року починає діяти телевізійний ретранслятор. У цей час збудовано районний будинок культури та палац культури колгоспу імені Чкалова. Значно розширився зоотехнічний технікум. В 1979 році було відкрито шахту «Новомиргородська». Її поява зумовила інтенсивне будівництво багатоповерхових будинків, дитячих садків, гуртожитку. Населення міста до кінця 1990-х років стрімко зростає.
З 1992 року в місті починається глибока соціально-економічна криза, падає виробництво та життєвий рівень населення. Проте після господарського занепаду з 1999 року спостерігається стабілізація економіки, соціальної сфери й рівня життя в місті. На початку 2000-х завершується газифікація районного центру. 26 липня 2001 року постановою Кабінету Міністрів України місто було внесено до списку історичних населених місць України. У 2010 році Новомиргород відзначив 270-ту річницю від дати заснування.

## Місцевості
Див. також Вулиці Новомиргорода

Карта Новомиргорода

Сучасний Новомиргород у своєму складі має такі місцевості, що склались історично:
- Центром міста традиційно вважається його частина, розташована на лівому березі Великої Висі в низовині. Тут знаходився історичний центр Новомиргорода з 1752 року.
- Златопіль. Колишнє місто, приєднане до Новомиргорода в 1959 році. Розташований на узгір'ї. Північна частина міста.
- Виноградівка. Колишнє село, приєднане до Новомиргорода в 1959 році. Знаходиться на правому березі Великої Висі, сполучає центр міста та Златопіль. Назва походить від місцевого виноградника, що у XVIII ст. був одним з чотирьох в Єлисаветградській провінції. Тут знаходилась митниця, вартова та винокуренний завод, що належав дружині підполковника Шмідта[10]. У 1858 році Виноградівка належала поручику Миколі Петровичу Лопухіну та налічувала 28 мешканців, з яких 14 чоловічої статі і 14 — жіночої. Матеріали перепису населення 1858 року можна знайти на сімейному сайті «Рід Чорноіван».[11]
- Хутір. Місцевість на правому березі Великої Висі, у районі залізничного вокзалу. Ймовірно, першопочатково мав назву хутір Веснянки і був заснований кількома родинами-вихідцями з Харківщини.[12] Масове заселення почалось з 1950-х років.
- Біла Глина. Місцевість на лівому березі Великої Висі, раніше входила до складу села Софіївка. Південно-східна околиця Новомиргорода. Назва походить від покладів каоліну, що розташовані неподалік. Інша назва — Бессарабія (з 1756 року на цьому місці починають селитись вихідці з Бессарабії). На думку краєзнавця М. Сухова, саме на новомиргородській Білій Глині розгортаються події повісті Володимира Винниченка «Краса і сила», прототипом Сонгорода в якому є Новомиргород та Златопіль.[13]
- Софіївка. Південно-західна околиця Новомиргорода, місцевість на лівому березі Великої Висі. Колишнє село (до 1920-х років — слобода Новомиргород). Інша назва — Чорногорія (з 1756 року тут осідають вихідці з Чорногорії). До складу села Софіївки до середини XX століття входила також територія Білої Глини.
- Шмидове. Народна назва колишнього села Катеринівка, приєднаного до Новомиргорода в 1959 році. Найвіддаленіша від центру частина міста. Назва походить від імені полковника Шмита, якому належала економія. Це на та Катеринівка, яку свого часу успадкував Бошняк (підтвердження — карти Шуберта. Катеринівка (Бошняка) ближче до Елісаветграду)

## Населення
Кількість внутрішньо переміщених осіб - 2107, з них 582 - дитини (станом на 01.11.2024 року).

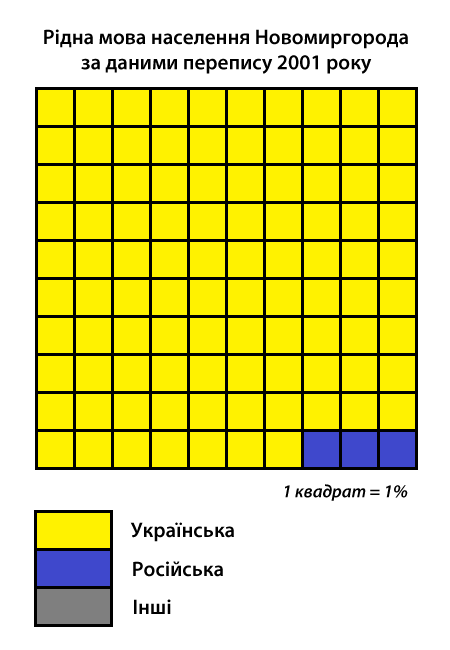
Рідна мова населення Новомиргорода за даними перепису 2001 року

До утворення Нової Сербії в Новомиргороді проживали 41 козак та підпомічник.
У 1774 році, за описом І. А. Гільденштедта, у місті налічувалося 600 дворів та близько 4 тис. населення.
1787 року в 895 дворах тут проживало 2994 мешканці.
Після 1804 року в Новомиргороді спостерігається масовий відтік населення, що призводить до соціально-економічного занепаду та втрати колишньої значимості регіону.
Станом на 1846 рік населення міста становило: міщан — 3583 особи, з них: духовенства — 14, купців — 8, різночинців — 90, відставних — 27, кантоністів — 62, військових поселенців чоловічої статі — 1484 особи
У 1861 році в Новомиргороді мешкало 3679 осіб, з них 2323 чоловічої статі та 1356 жіночої. У передмісті Виноградівці мешкало ще 179 осіб.
У 1864 році в Златополі мешкало 6680 осіб, з них 34 купці 3-ї гільдії.
У 1897 році 9364 мешканців Новомиргорода розподілялись так: дворян — 201, купців — 20, міщан — 3977 та селян — 4913. Більшість населення становили росіяни, а частка українців серед жителів міста становила лише 6 %.
Розподіл населення Новомиргорода за рідною мовою за переписом 1897 року:

| Мова                    | Чисельність | Частка |
| російська               | 7025        | 75 %   |
| єврейська               | 1617        | 17,3 % |
| українська              | 572         | 6,1 %  |
| польська                | 106         | 1,13 % |
| німецька                | 21          | 0,22 % |
| білоруська              | 13          | 0,14 % |
| молдовська та румунська | 5           | 0,05 % |
| турецька                | 1           | 0,02 % |
| чеська                  | 1           | 0,01 % |
| латиська                | 1           | 0,01 % |
| французька              | 1           | 0,01 % |

Станом на 1 січня 1913 року в Новомиргороді мешкало 13901 осіб, а на 1 січня 1914 року — вже 14248 осіб. Таким чином, приріст населення становив 2,5 % (347 осіб) на рік.
Станом на 1928 рік у Новомиргороді проживало 8734 осіб, а в Златополі — 6256, 1939 року, відповідно, 2380 та 4027 осіб.
На час об'єднання двох міст (1959 рік) у Новомиргороді проживало 7200 мешканців, у Златополі — 4280.

### Національний склад
Розподіл населення за національністю за даними перепису 2001 року:
| Національність  | Відсоток |
| --------------- | -------- |
| українці        | 95.26%   |
| росіяни         | 3.54%    |
| білоруси        | 0.30%    |
| молдовани       | 0.25%    |
| вірмени         | 0.18%    |
| інші/не вказали | 0.47%    |

### Мова
Рідна мова населення Новомиргорода за переписом 2001 року:
| Мова       | Частка  |
| українська | 96,54 % |
| російська  | 3,03 %  |
| вірменська | 0,15 %  |
| білоруська | 0,09 %  |
| молдавська | 0,08 %  |
| єврейська  | 0,02 %  |
| циганська  | 0,02 %  |
| болгарська | 0,01 %  |
| румунська  | 0,01 %  |

За переписом 2005 року, у Новомиргороді налічувалось 12 528 мешканців. За попередніми розрахунками, чисельність населення в місті станом на 2012 рік скоротилась і становить 11 653 осіб.

## Економіка

### Промисловість

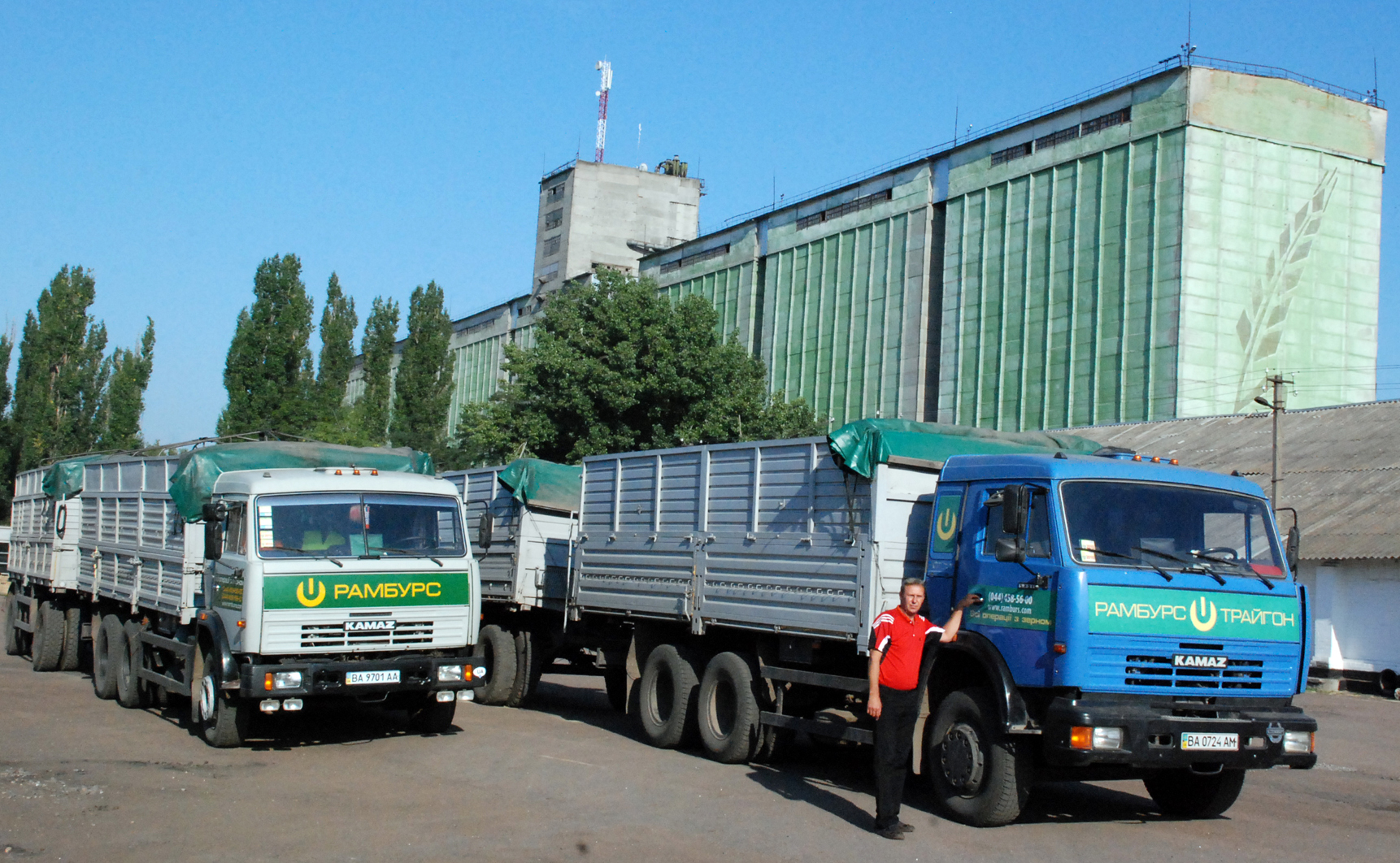
ВАТ «Новомиргородський елеватор»

У місті функціонує ВАТ «Новомиргородський елеватор» (вул. Залізнична, 45) групи компаній «Рамбурс-Трайгон» загальною місткістю для зберігання в 128 тис. т. Підприємство сертифіковане, надає послуги по очищенню, сушінню та зберіганню сільськогосподарської продукції. Має залізничні колії з власним локомотивом, свій автотранспортний парк, що надає послуги з перевезення зерна. Підприємство постійно проводить закупівлю зернової сировини.
ТОВ «Новомиргород Агроконтракт» (Новомиргородський комбікормовий завод, вул. Перемоги, 27) займається зберіганням зернових (потужність елеватора — 35 тис. т) та вирощуванням сільськогосподарських культур (площа земель — 8 тис. га). Завод має власні залізничні колії. Завдяки власному представництву та участі у виставках відбувається співпраця на міжнародному рівні з аргентинською компанією «Richiger»
ТОВ «УкрПелл» (Новомиргородський шкірзавод, вул. Бродських, 105) займається виробництвом шкіряного напівфабрикату хромового дубління за технологією «вет-блу».
ТОВ «Культурний гриб» (Новомиргородський плодоконсервний завод, вул. Перемоги, 3) випускає понад 50 найменувань грибної та овочевої консервації. Наприкінці серпня 2009 року завод відзначив своє 60-річчя. Продукція заводу нагороджена дипломом загальнонаціонального конкурсу «Вища проба».
У 2006 році розпочало діяльність ПП «Шаруня» (колишній Новомиргородський завод продовольчих товарів, вул. Соборності, 293), що спеціалізується на виробництві продукції широкого асортименту з кукурудзяного борошна. Підприємство неодноразово нагороджувалось відзнаками та дипломами різних рівнів, займається експортом кукурудзяних виробів.
ТОВ «Росина» (вул. Шкільна, 6) розливає з місцевої свердловини мінеральну столову воду торгової марки «Новомиргородська», випускаючи 4 тис. пляшок за зміну.

### Шахта «Новомиргородська»

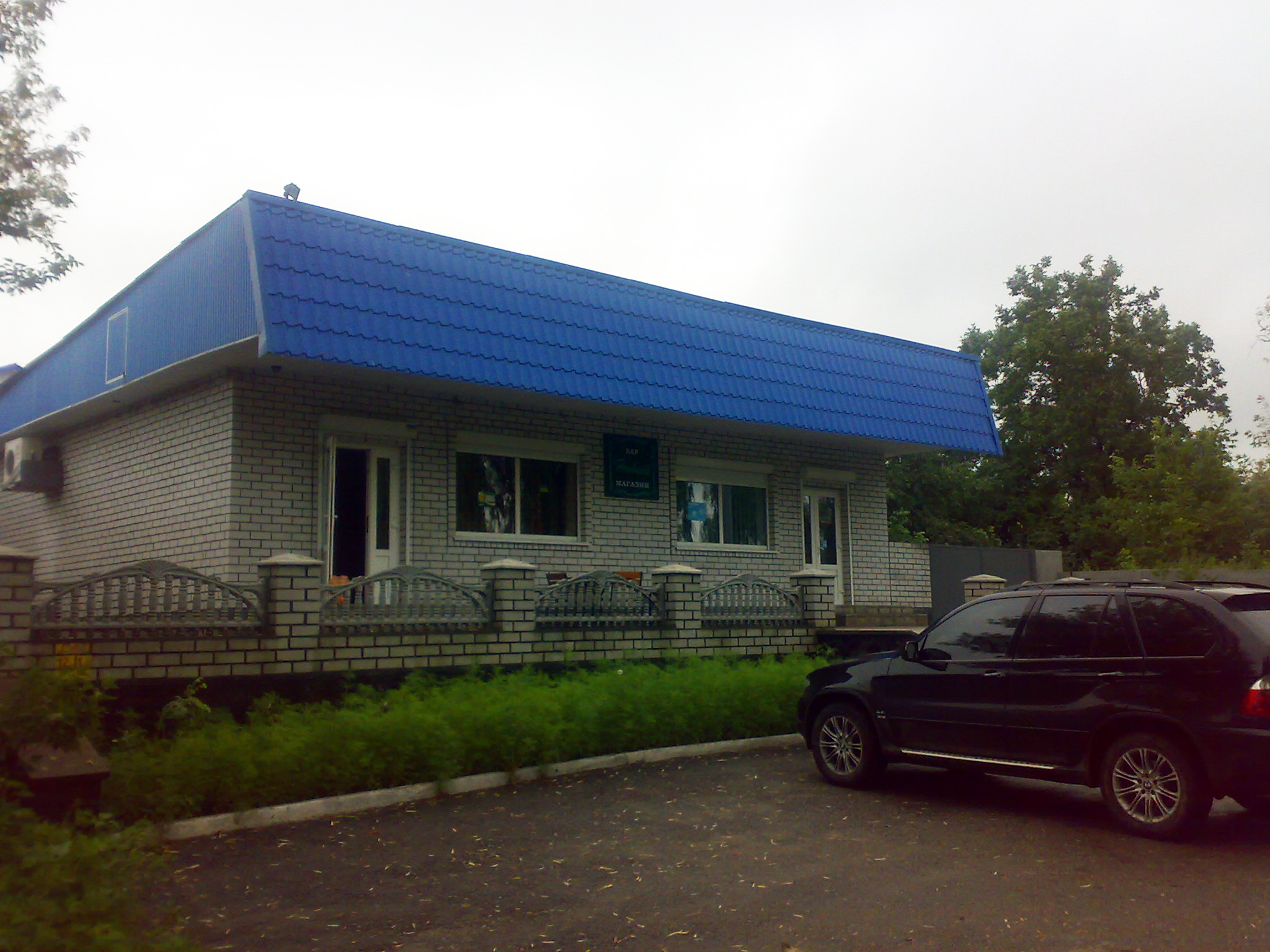
Кафе-бар «Новий» (вул. В'ячеслава Чорновола)

У 1979 році в Новомиргороді була відкрита шахта «Новомиргородська» потужністю 1 млн тон бурого вугілля на рік. Продукція шахти йшла для забезпечення роботи ТЕЦ та брикетної фабрики «Юрківська», що знаходилася у місті Ватутіне Черкаської області. Шахта дуже швидко стала найпотужнішим підприємством не лише міста, але й району; тут працювало кілька тисяч осіб. Поява шахти зумовила прискорений соціально-економічний розвиток міста, особливо це стосувалося об'єктів соціальної інфраструктури.
Проте на початку 1990-х років шахта зменшила обсяг виробництва на 56 % у зв'язку з погіршенням гірничо-геологічних умов. Наказом Міністерства вугільної промисловості України від 6 березня 1995 року шахта «Новомиргородська» була включена до переліку підприємств, які підлягають ліквідації через низьку рентабельність. В тому ж році рішенням Кіровоградського арбітражного суду вона була визнана банкрутом.
30 січня 1998 року був виданий наказ міністерства № 43 "Про ліквідацію державного підприємства Шахта «Новомиргородська». Таким чином місто втратило підприємство, яке було його візитною карткою протягом останніх двадцяти років.

### Торгівля та сфера послуг

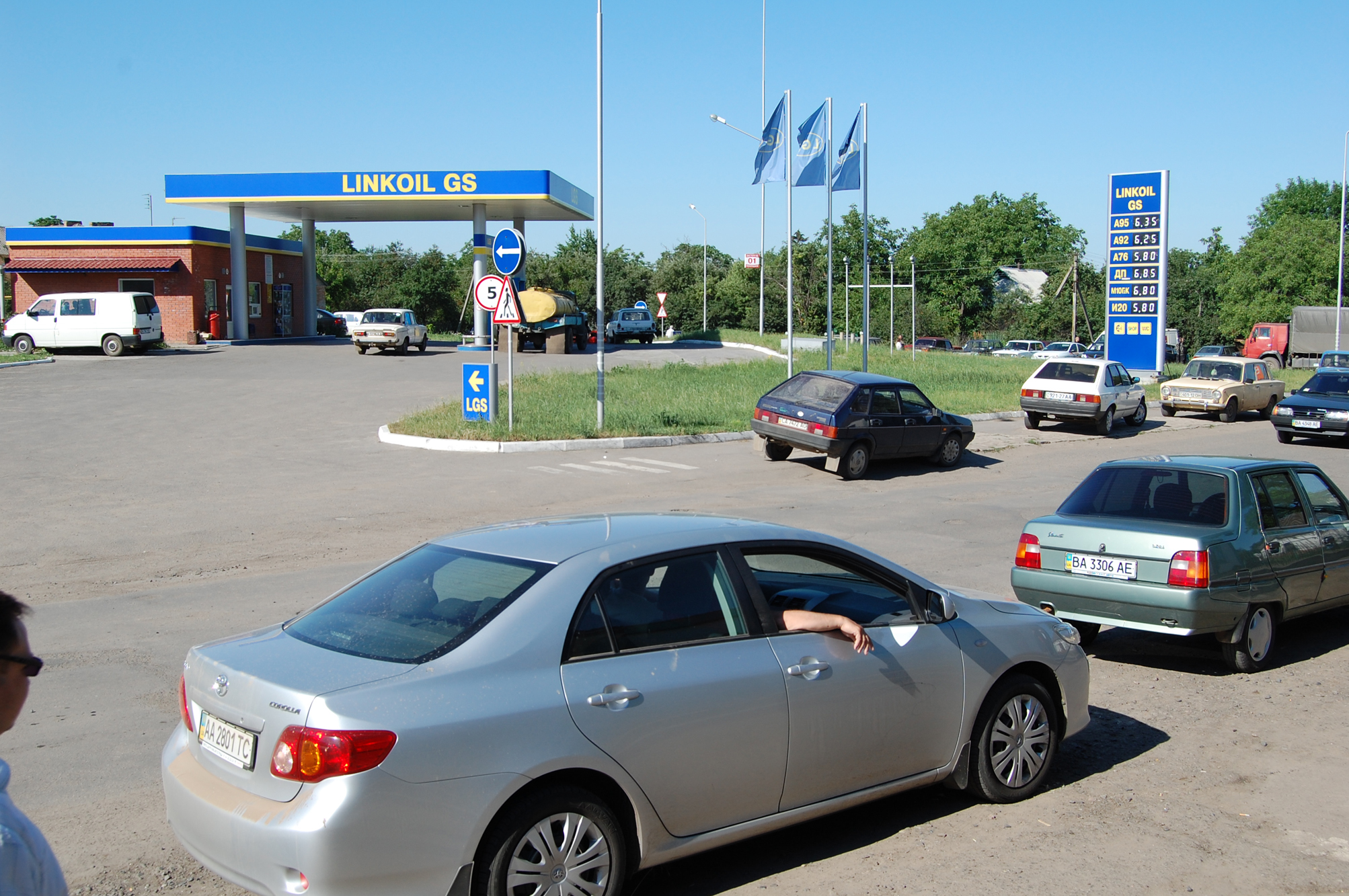
АЗС у Златополі

Ще в 1764 році, після ліквідації Нової Сербії, жителям Новомиргорода було наказано записуватися до цехів з метою розвитку міської торгівлі.
Перебуваючи з 1795 року у складі Вознесенської губернії, Новомиргород славився як значний торговий центр степової України. Станом на 1914 рік, щороку тут відбувалося чотири ярмарки: Похвальний (11 березня — 13 березня), Вознесенський (3 травня — 5 травня), Різдва Богородиці (8 вересня — 12 вересня) та Дмитрівський (20 жовтня — 26 жовтня). Базари збирались один раз на два тижні, у неділі. Крім того, щоранку тут збирались торги. В 1863 році в Новомиргороді існувало два магазини, 30 лавок, 8 харчових закладів, готель та 8 постоялих дворів.
Златопіль з самого початку розвивався як торгове місто. Тут перетинались дві важливі дороги: військово-транспортна, що пов'язувала Київ та Новоросійські землі, та торгова, яка сполучала західні й східні регіони України. Поселення розвивалось завдяки зусиллям нових жителів краю, переважно, євреїв, що були майстрами у справах торгівлі. В середині XIX ст. ярмарки збирались тут регулярно двічі на рік.
У наш час рушійною силою розвитку економіки міста є мале підприємництво. Для фінансової підтримки невеликих підприємницьких структур налагоджено роботу з Регіональним фондом підтримки підприємництва.
Зараз в Новомиргороді діє два міських ринки, торговельно-сервісний центр «Континент», два продовольчих супермаркети і один супермаркет парфумерно-косметичних товарів, ресторан, чимало спеціалізованих магазинів, кафе-барів та піцерія. Функціонують близько 10 перукарень, 5 косметичних салонів та солярій.
Банківська сфера міста представлена 3 філіями та відділеннями: «Приватбанк», «Райффайзен Банк Аваль» та відділення ВАТ «Держощадбанк України».
В січні 2013 року Новомиргородський районний центр зайнятості було переведено до новозбудованого приміщення.

### Транспорт

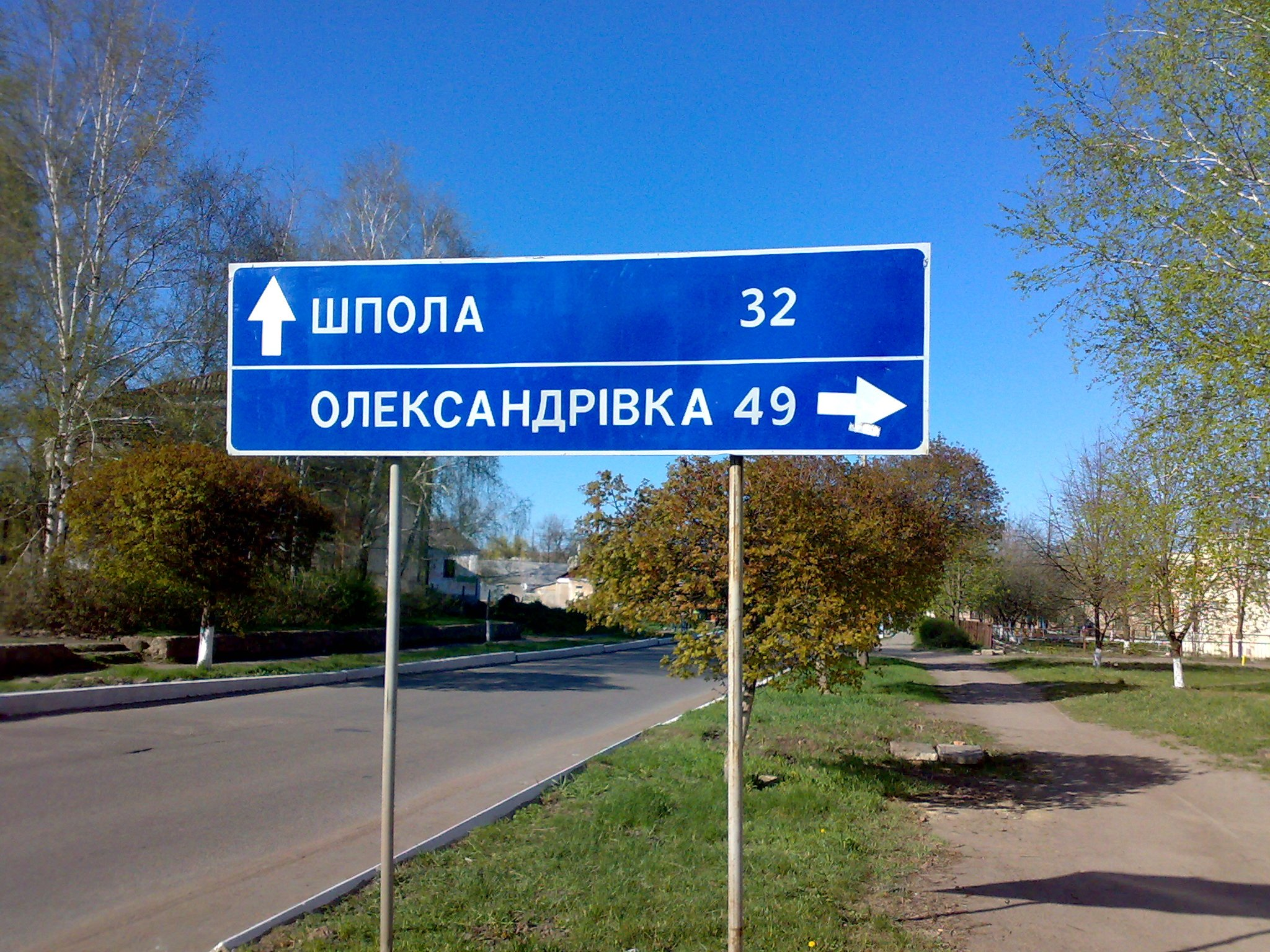
Вулиця Євгенія Присяжного. Дороговказ на Шполу та Олександрівку

Через місто проходить міжобласна автомобільна дорога Т 2401 (Городище — Устинівка), міжрайонні: Т 1209 (Новомиргород — Олександрівка), Т 1212 (Новомиргород — Кропивницький) та Новомиргород — Сміла.
Новомиргородська залізнична станція обслуговує пасажирів дальнього («Київ — Одеса») та приміського сполучення («Станція ім. Т.Шевченка (Сміла) — Новомиргород» та «Станція ім. Т.Шевченка — Помічна»), а також виконує вантажні операції.
У місті існує автобусна станція та Новомиргородський автопарк, що здійснює пасажирські перевезення. Регулярні перевезення здійснюють рейсові автобуси сполученням:
- Новомиргород — Київ
- Новомиргород — Кропивницький
- Новомиргород — Черкаси
- Новомиргород — Кривий Ріг
- Новомиргород — Світловодськ
- Кропивницький — Київ
- Мала Виска — Київ, та інші.[37]

Налагоджена мережа автобусних маршрутів, що пов'язують Новомиргород з селами району.
У місті працюють численні приватні таксі та кілька маршрутів маршрутного таксі:
- № 1. Автостанція — Центр — Залізничний вокзал — Школа № 3
- № 2. Автостанція — Центр — Школа № 3 — АЗС

На території Новомиргорода знаходяться чотири автозаправні станції.

## Освіта
За даними І. М. Чернявського, в 1793 році дворяни Новомиргородського повіту для потреб народного училища пожертвували 1003 карбованці, а секунд-майор Ставровичев — 1178 крб 88 коп. з належними на них процентами та судовими витратами, присудженими Катеринославським верхнім земським судом на його користь з підпоручика Трофимова. Вдова титулярного радника Аниксієва пожертвувала на користь училища будинок в Новомиргороді.
У 1835 році у місті відкрили парафіяльне училище на 20 місць. Після його закінчення діти дворян та вищого офіцерського складу навчались в Златопільському повітовому дворянському чотирикласному училищі, заснованому в 1836 році (пізніше — Златопільська чоловіча гімназія).
У 1870-х роках у Златополі було відкрито жіночу прогімназію, дещо згодом у Новомиргороді — жіночу гімназію. В місті існували початкові земські школи, діяли також і церковноприходські. Перепис населення 1897 року показав, що лише 22,8 % населення обох міст знало грамоту.
28 листопада 1908 року на пожертви поміщика Владислава Нарвойша було відкрито сільськогосподарське училище у Златополі терміном навчання 4 роки (пізніше переформовано в зоотехнікум). В 1920 році відкрилось педагогічне училище.
На сучасному етапі організацію та контроль за освітньою галуззю міста здійснює Новомиргородський районний відділ освіти.

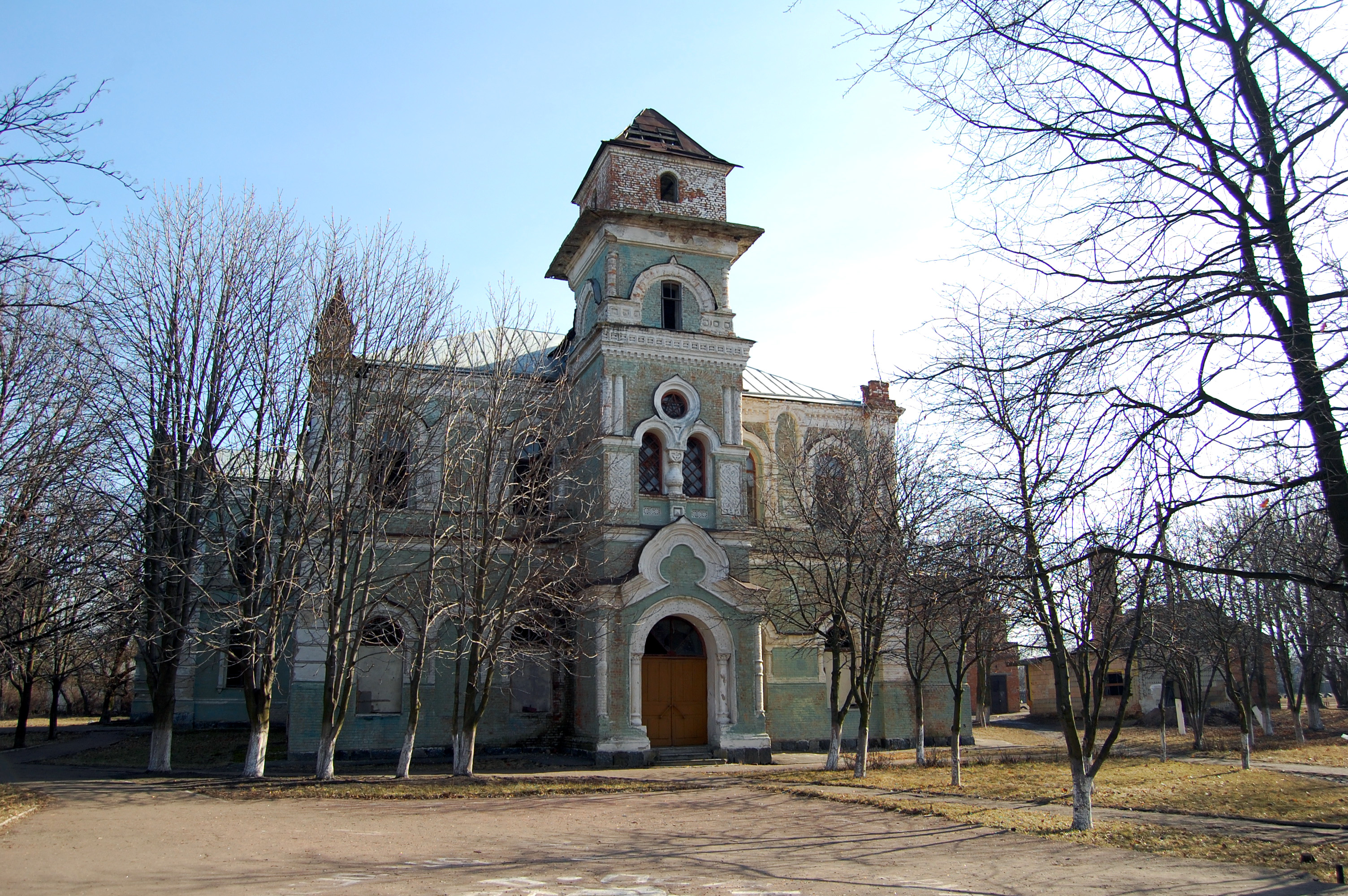
Златопільська гімназія (1891)

Сучасна дошкільна освіта в місті представлена трьома дитячими садками (ДНЗ № 1 «Теремок», ДНЗ № 2 «Волошка» та ДНЗ № 3 «Сонечко»).
Загальноосвітні навчальні заклади міста:
- Загальноосвітня школа I—III ступенів № 1
- Загальноосвітня школа I—III ступенів № 2
- Загальноосвітня школа I—III ступенів № 3
- Златопільська гімназія. Проводить набір учнів з 5-го класу. Наразі тут навчається 151 учень.[40]
- Загальноосвітня школа-інтернат інтенсивної педагогічної корекції I—II ступенів (174 учні)[40]
- Загальноосвітня спецшкола-інтернат I—III ступенів для глухих дітей (57 учнів).[40]

Позашкільні навчальні заклади міста:
- Новомиргородський районний центр дитячої та юнацької творчості. Заклад є переможцем II та III обласних оглядів-конкурсів роботи позашкільних закладів. В 28 гуртках у 72 групах тут навчаються 1080 учнів.[40]
- Новомиргородський міжшкільний навчально-виробничий комбінат проводить професійну підготовку учнів 10-11 класів. Близько 500 учнів у 21 групі здобувають професії водія, тракториста-машиніста, швачки та оператора комп'ютерного набору.[40]

## Медицина
Ще з другої половини XIX століття у Новомиргороді існувала земська лікарня. З 1913 року, після будівництва лікарні Ганни Дмитрян, її очолював лікар Кміта, випускник медичного факультету Університету Святого Володимира. Працювали тут також фельдшер та дві сестри-жалібниці.
Станом на 2010 рік у Новомиргородській центральній районній лікарні працювало 42 лікаря, 5 з яких мали вищу кваліфікаційну категорію спеціаліста, а також 142 середніх медичних працівники, 31 з яких мали аналогічну кваліфікаційну категорію. В 2012 році ЦРЛ було реформовано в районне територіальне медичне об'єднання «Новомиргородське».
Медичну допомогу населенню Новомиргорода і району надають районна поліклініка та протитуберкульозний диспансер. У місті працює декілька аптек, приватний стоматологічний кабінет.

## Комунікації та ЗМІ
Розгалужену систему електропостачання міста та району обслуговує Новомиргородський РЕМ ПрАТ «Кіровоградобленерго», що входить до п'ятірки найкращих філій Кіровоградської області. У 2010 році завершилось будівництво сучасного адміністративного корпусу підприємства.
Газифікація міста розпочалась в 1992 році будівництвом газопроводу високого тиску «Союз — Капітанівка — Новомиргород». На сьогодні районний центр газифіковано, на блакитне паливо повністю перейшла центральна котельня, школи, центральна районна лікарня, поліклініка та інші об'єкти соціальної інфраструктури.

Логотип газети «Новомиргородщина»

Цех електрозв'язку № 5 м. Новомиргорода Кіровоградської філії ВАТ «Укртелеком» надає населенню, підприємствам та установам послуги телефонного, телеграфного зв'язку та Інтернету. В Новомиргороді 5-значні телефонні номери, код міста — 05256.
Послуги мобільного зв'язку в місті надають три оператори: «Київстар», «Vodafone Україна» та «Lifecell».
Основним оператором надання поштових послуг населенню міста є філія національного оператора поштового зв'язку «Укрпошта». В Новомиргороді також діє відділення служби доставки товарів ТОВ «Нова пошта».
У червні 1930 року в місті започатковано видання районної газети. Часопис декілька разів змінював назву — За «соціялістичну перебудову», «Ленінець», «Червона зірка», допоки не отримав сучасну назву — «Новомиргородщина». Засновниками газети є Новомиргородська районна рада та районна державна адміністрація. Газета виходить щоп'ятниці накладом 1900 примірників.
Іншою газетою, що висвітлювала події міста та району, була «Новомиргородщина з Пісковим і Вороніною», яка видавалась працівниками колишньої телестудії. Газета виходила щосуботи до 1 січня 2012 року.
З червня 2013 року двічі на місяць в Новомиргороді виходить газета «Новомиргородські вісті».
Послуги доступу до Інтернету надають провайдери «Укртелеком», «Інтертелеком» та ІСП «Шторм».

## Спорт

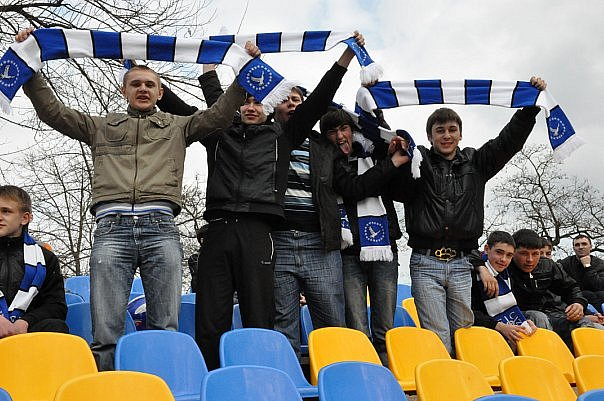
Уболівальники ФК «Вентура+» на місцевому стадіоні

У Новомиргороді існує стадіон «Вентура+» (колишній «Колос»), на якому проведена часткова реконструкція. Тут тренується міська футбольна команда «Вентура+», яка в 2010 році стала чемпіоном області в другій групі. Зараз клуб виступає в першій групі обласного чемпіонату.
У другій групі чемпіонату області з футболу виступає ДЮСШ «Новомиргород».
Молодіжна команда «Вентури+» зайняла перше місце на першості області з футболу серед дитячо-юнацьких команд сезону 2009–2010 (Друга група, U-1995-1996 р.н.)
У місті діє районна дитячо-юнацька спортивна школа «Колос», де є секції баскетболу, волейболу, греко-римської боротьби та легкої атлетики. Дівоча команда баскетболісток є чотириразовим чемпіоном обласних спортивних ігор, обласної спартакіади школярів, учасником Всеукраїнських змагань дитячо-юнацької ліги. Неодноразово були призерами змагань різних рівнів і новомиргородські борці та волейболісти.
Гордістю міста є легкоатлети Олексій Пашолок (переможець першості України 1992 року з бігу на 800 метрів серед юніорів) та бронзовий призер першості СРСР 1978 року з бігу Олександр Дарієнко.

## Культура

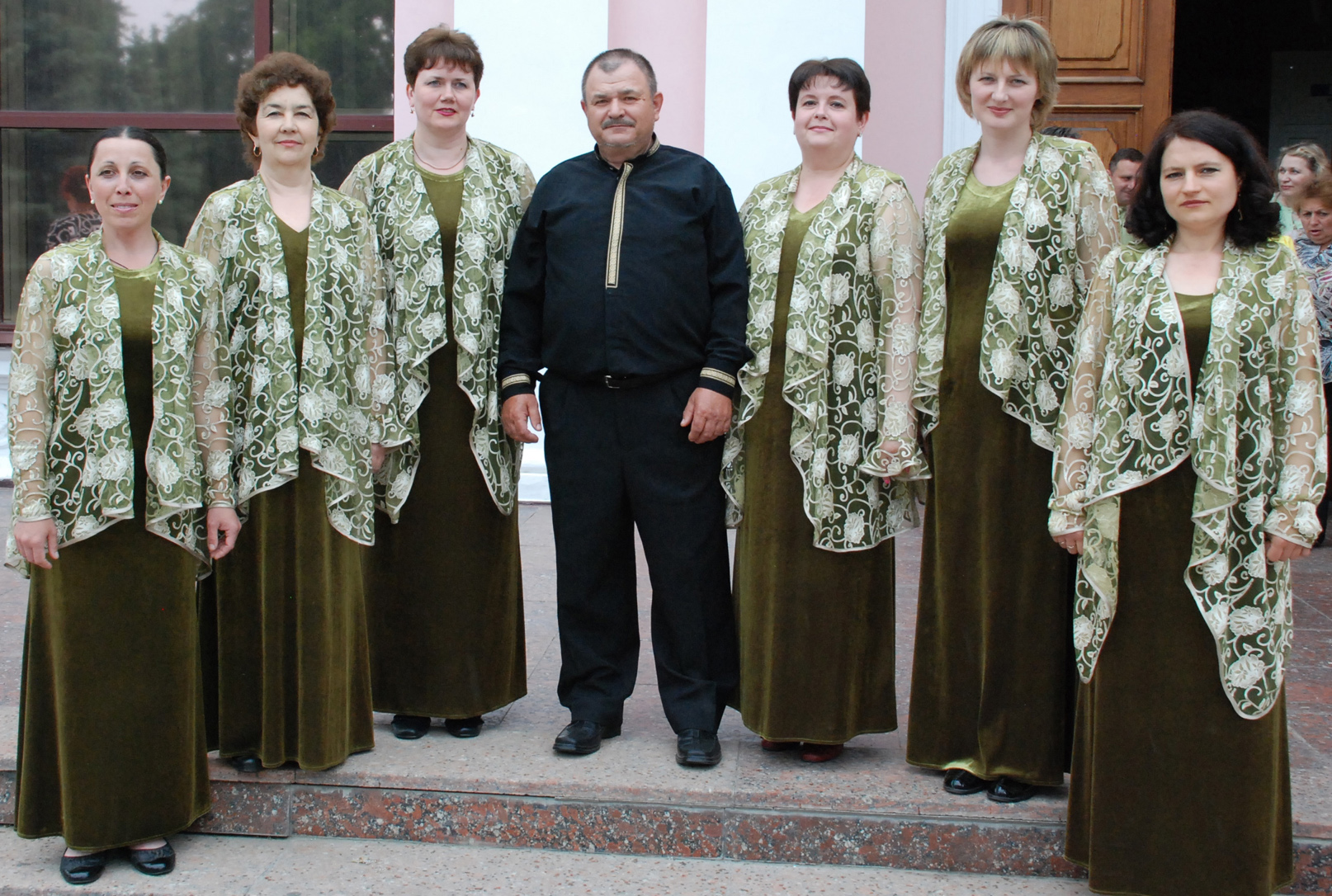
Вокальний ансамбль «Оксамит»

Новомиргород — осередок культурного життя району і Кіровоградщини. Серед закладів культури міста:
- Новомиргородський районний будинок культури — центральний заклад культури міста, де діють численні творчі, художні, хорові колективи, гуртки самодіяльності тощо, зокрема: театр мініатюр «Сюрприз», що 10 березня 2007 року взяв участь в обласному огляді-конкурсі театральних колективів «Театральна весна Кіровоградщини» і отримав звання «народний аматорський театральний колектив»; хореографічний колектив «Сучасник»; народний аматорський ансамбль української пісні «Веселка»; хоровий колектив районного будинку культури.
- Новомиргородський міський будинок культури — самодіяльний ансамбль української пісні «Гуляй-поле».
- Новомиргородська дитяча школа мистецтв — обдаровані учні відділів закладу неодноразово брали участь у Всеукраїнському конкурсі учнівської творчості. При школі мистецтв діє народний аматорський жіночий вокальний ансамбль «Оксамит», що отримав диплом 3-го ступеня у 18-у Всеукраїнському фестивалі вокально-хорового мистецтва.
- Новомиргородський районний краєзнавчий музей — пропагує минуле краю та історико-культурну спадщину району, містить цінне зібрання матеріалів та предметів з історії, культури і персоналій Новомиргородщини. Окрема кімната музею присвячена видатному борцю за незалежність, мовознавцю та мостобудівнику Степану Кожум'яці.
- Музейна кімната Новомиргородської міської ради — унікальна колекція палеонтологічних, археологічних та історичних артефактів, стародрукованих видань, фотографій, а також предметів побуту мешканців Новомиргородщини XIX — першої половини XX століття (понад 2 тисячі), зібраних місцевим археологом та краєзнавцем Петром Озеровим.
- чотири бібліотеки, з них дві для дітей.

## Релігія

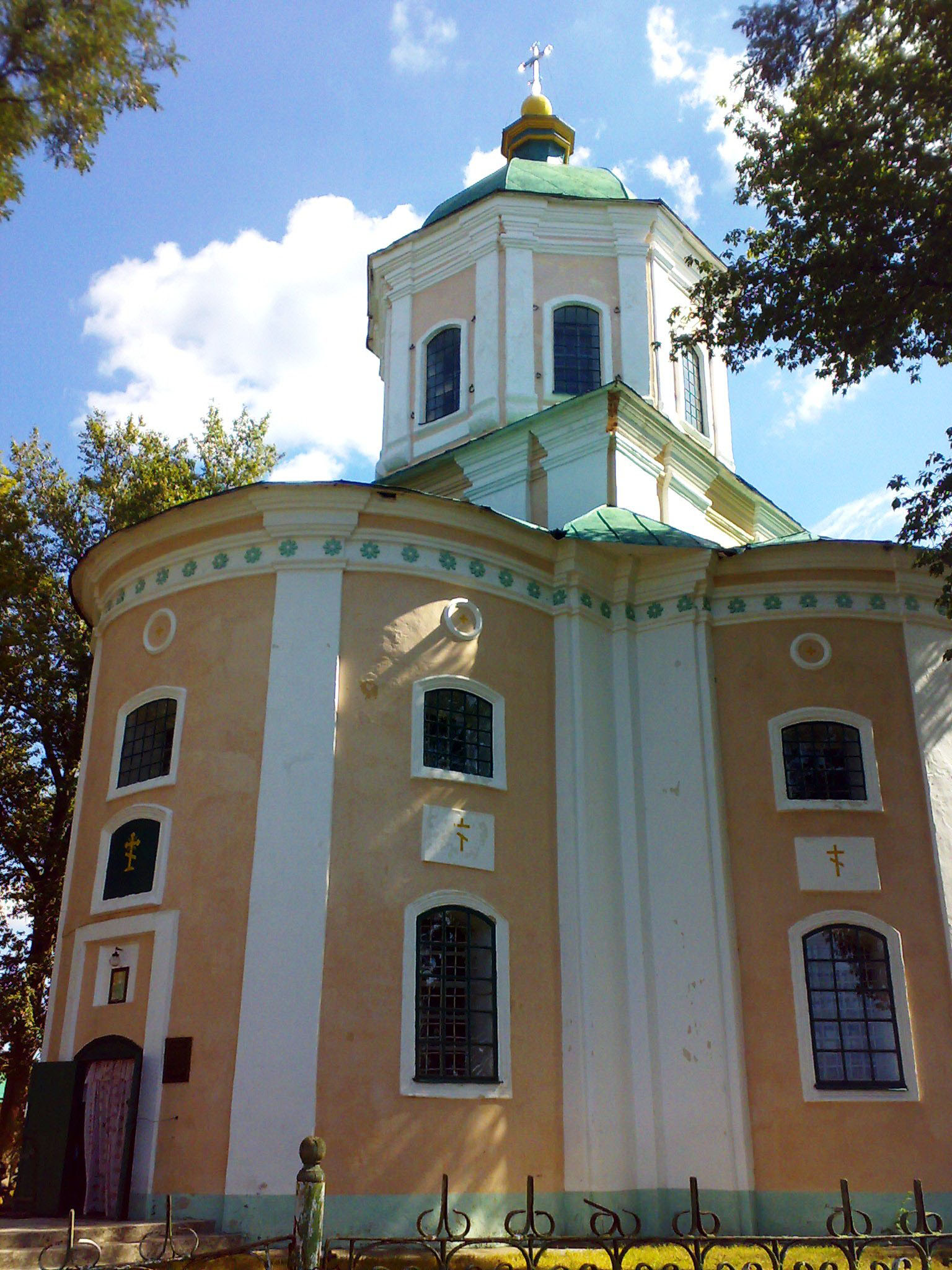
Свято-Іллінська церква (1786)

У Новомиргороді з початку заснування традиційно переважали православні, адже Нова Сербія заселялась сербами, чорногорцями, волохами та іншими православними народами. Місто мало єпархіальне значення, тут розташовувався Свято-Миколаївський собор. У XVIII—XIX столітті в Новомиргороді існувало більше п'яти церков.
В 1751–1752 роках була зведена Богородицька церква, настоятелями якої були священики Максим Данилів (1751) та вікарій Яков Іванов Суперфієнович (1752).
У 1776 році серед шанцю була збудована дерев'яна церква Різдва Богородиці, яка проіснувала до 1823 року і була перевезена до села Буличово-Петрівки.
В 1778–1825 роках існувала дерев'яна Михайлівська церква; згодом на її місці унтер-офіцером Мельниковим було встановлено кам'яний пам'ятник у вигляді піраміди (до нашого часу не зберігся), а матеріал послужив для заснування церкви в селі Грузькому.
У 1799–1804 роках в Архієрейському саду Новомиргорода розташовувалась домова церква в ім'я Афанасія Великого.
Існувала ще одна дерев'яна Петрівська церква (за іншими даними — Петропавлівська), збудована 1782 року на кошти Петра Текелія, що розташовувалась на цвинтарі ліворуч при в'їзді в місто з боку Єлисаветграда. Проіснувала до 1820 року.

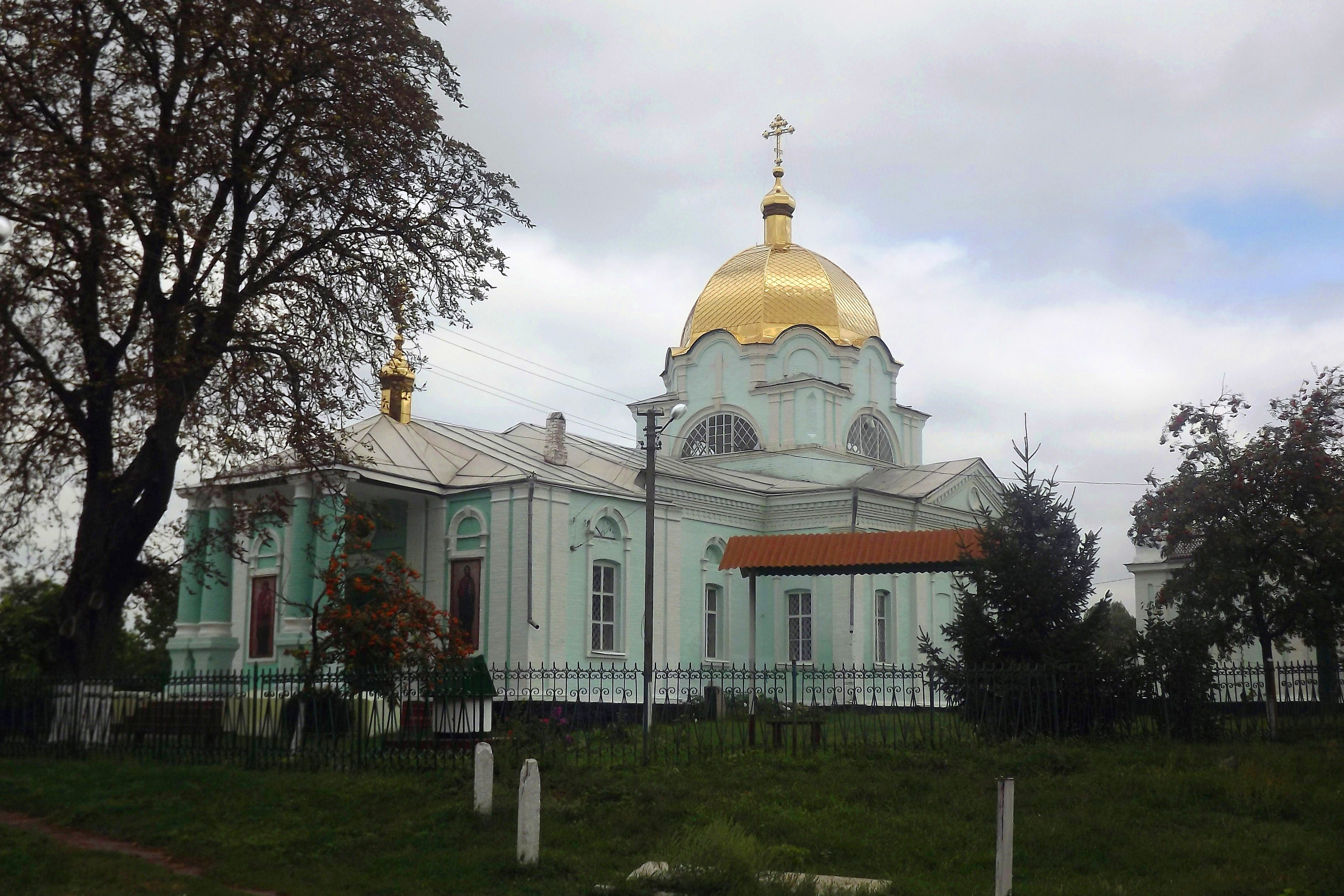
Свято-Миколаївська церква (1809)

Станом на 1772 рік, протопопом Новомиргородського духовного правління (з 1756 року) був протоієрей Петро Булич, настоятель Миколаївського собору), священиками — намісник Василь Росинський та Микола Базилевич (Михайлівська церква), писемних справ підканцеляристом — Максим Ярошевський. Священиком Михайлівської церкви в 1772 році був Симеон Паскаленко, з грамотою від 1758 року.
В 1817 році Францішеком Залеським у Златополі було зведено Костел Непорочного Зачаття Діви Марії, який не зберігся до нашого часу.
Релігійний склад населення Новомиргорода станом на 1913 рік:
| Конфесія    | Кількість прихожан | Відсотки від загального населення |
| Православні | ~7000              | 77,8 %                            |
| Юдеї        | ~1000              | 11,1 %                            |
| Інші        | ~1000              | 11,1 %                            |

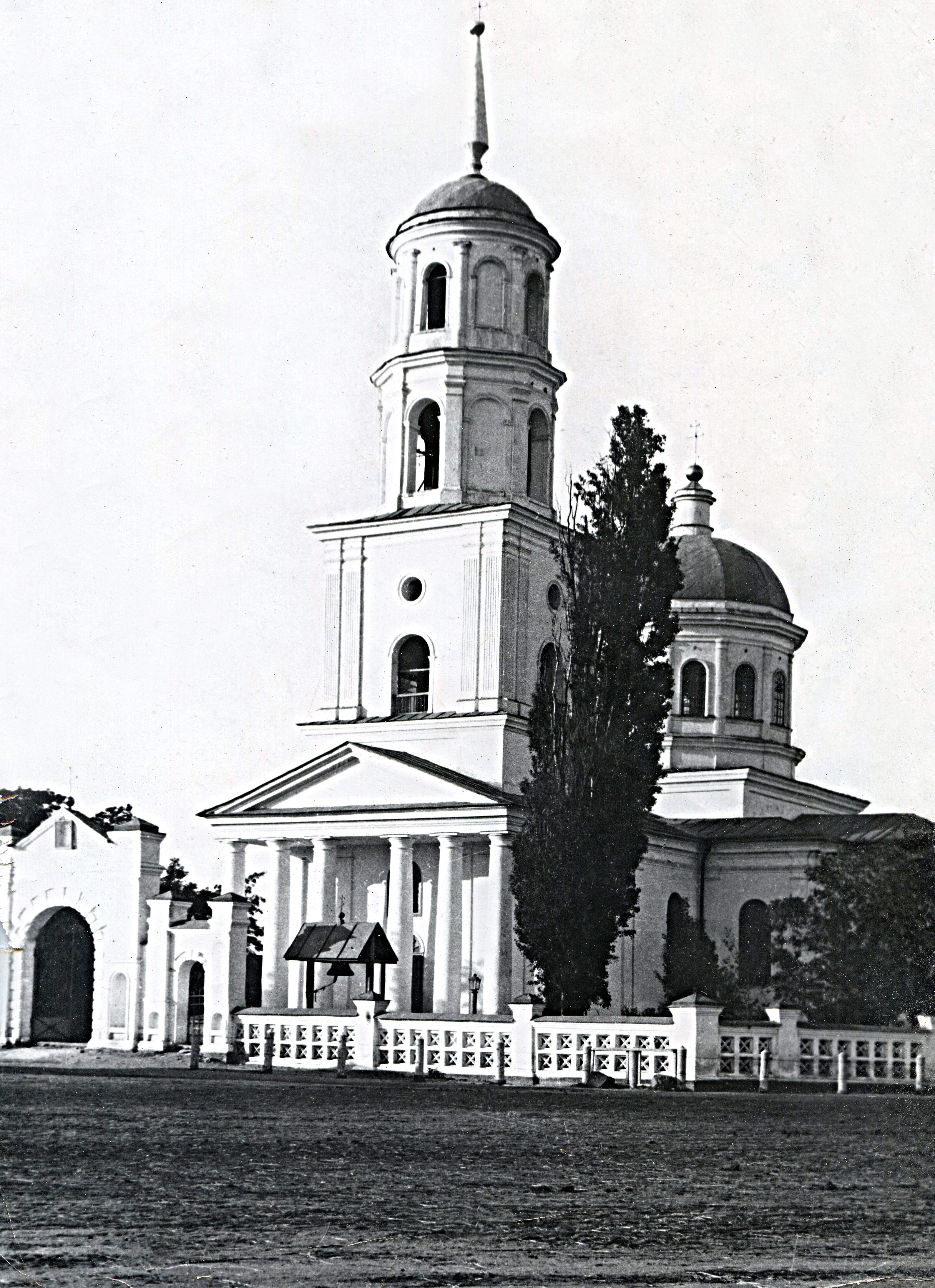
Миколаївський собор
(1752, зруйнований)

У Златополі до Другої Світової війни проживало багато юдеїв, існувала синагога, проте на сучасному етапі ситуація змінилась. Зберігся єврейський цвинтар.
Наразі переважна більшість населення Новомиргорода — православні, решта релігійних громад (протестанти, юдеї) є нечисленними. З усіх церков міста збереглись лише дві (Свято-Іллінська належать до Кіровоградської єпархії Московського Патріархату. В Новомиргороді знаходиться друга кафедра єпархії та Свято-Миколаївська) належить до Харківсько-Полтавської єпархії ПЦУ.
На початок 2009 року до державного реєстру Новомиргородської районного управління юстиції було внесено 5 релігійних громад:
| № | Конфесія                     | Кількість храмів | Кількість прихожан |
| 1 | УПЦ Московського Патріархату | 2                | ~2000              |
| 2 | Християни віри євангельської | 1                | ~75                |
| 3 | Адвентисти сьомого дня       | 1                | невідомо           |
| 4 | П'ятидесятники               | 1                | ~25                |
| 5 | Юдеї                         | 1                | ~20                |

Розпорядженням голови Кіровоградської ОДА № 176-р від 7 травня 2015 року в Новомиргороді зареєстровано релігійну громаду «Парафія Успіння Пресвятої Богородиці Черкаської і Кіровоградської єпархії Української Автокефальної Православної Церкви». Настоятелем призначений Степан Іванович Катькало. З такою ж назвою у Златополі існувала дерев'яна церква, збудована за сприянням князів Любомирських ще до завоювання в 1795 році Росією Правобережної України, і на місці якої в 1809 році було завершено будівництво Миколаївської церкви.

## Архітектура і міська скульптура

### Пам'ятки архітектури

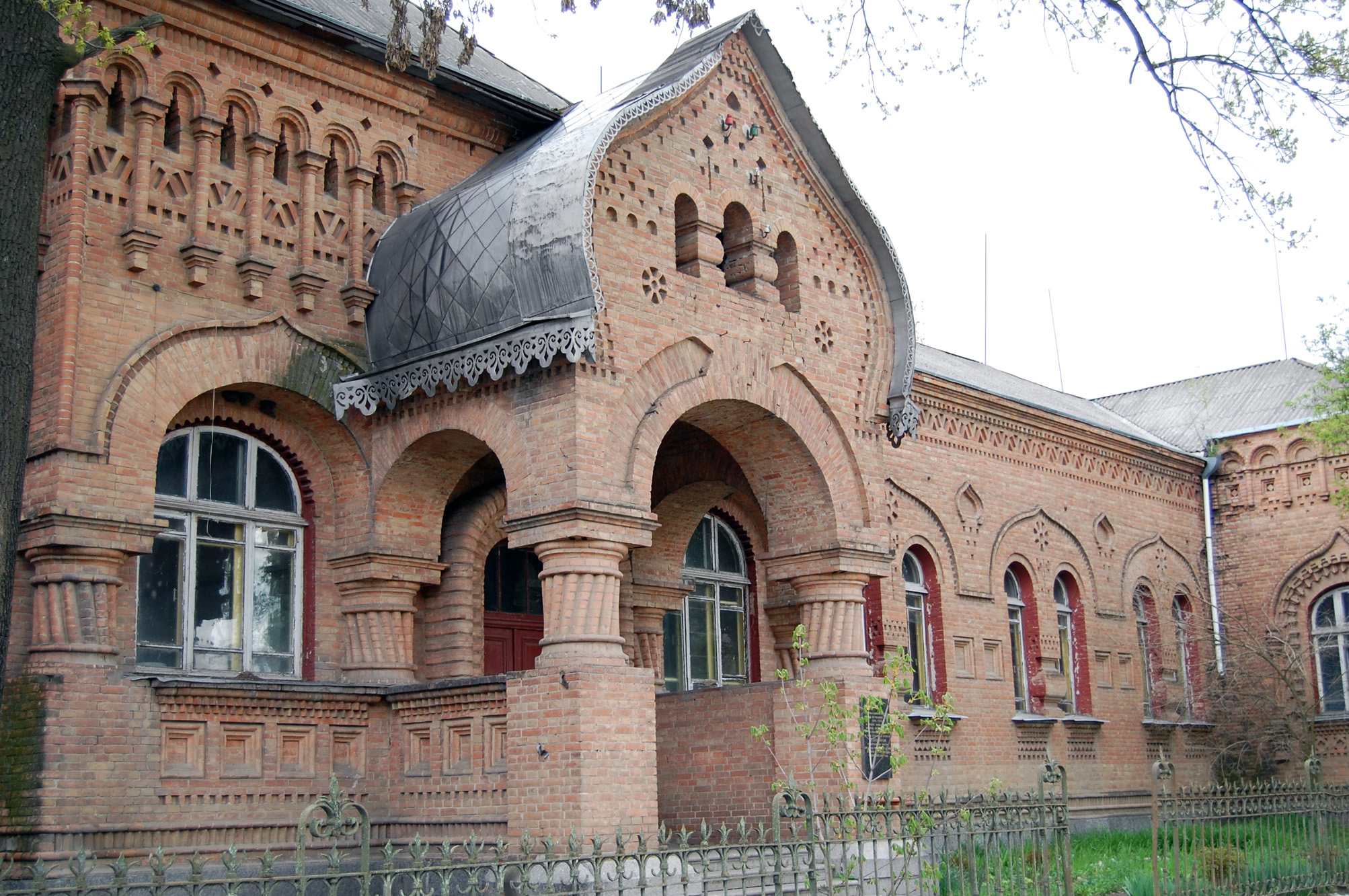
Міська лікарня (1912)

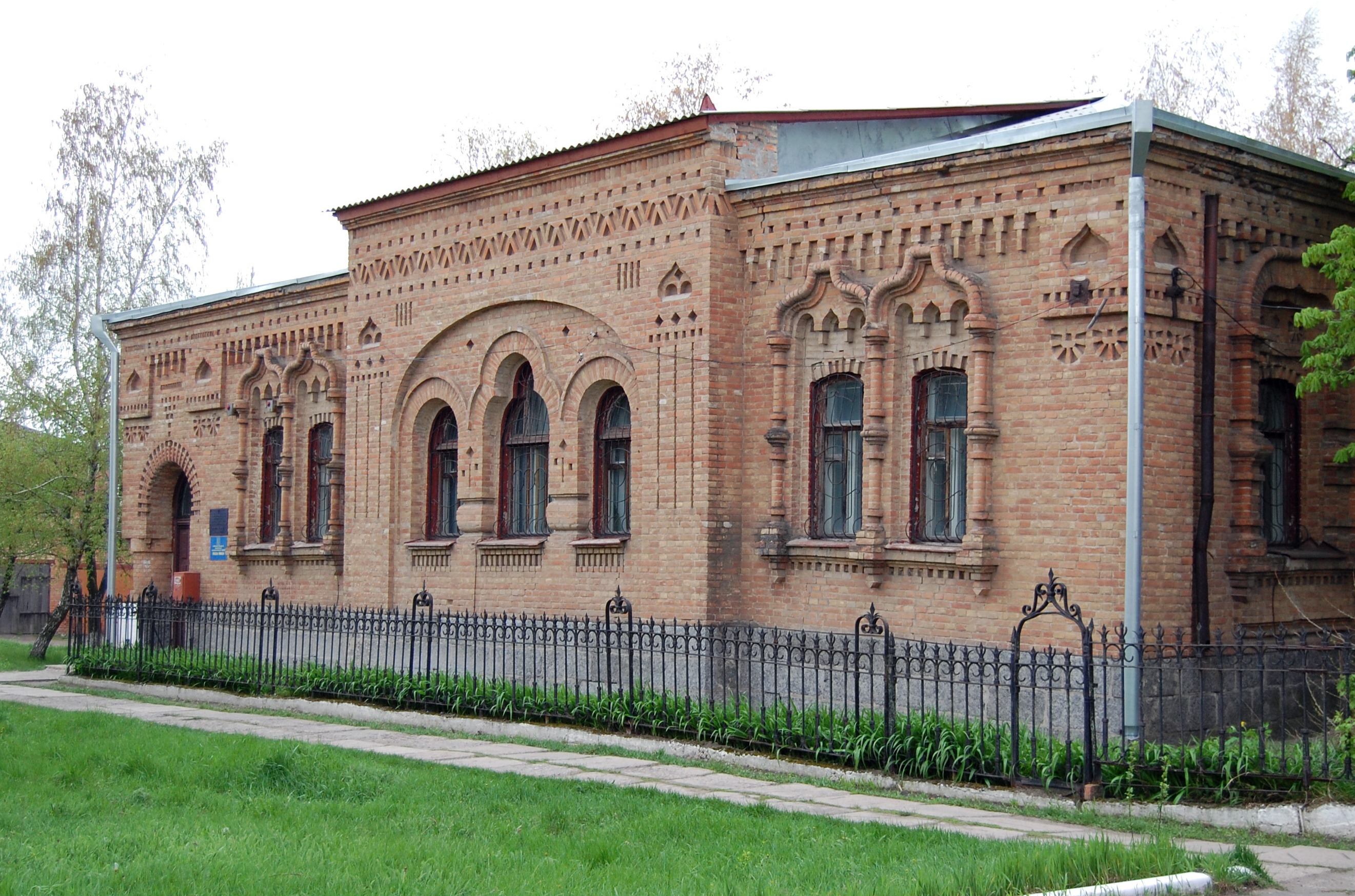
Колишній будинок головного лікаря (1912)

- Собор Святого Миколи. Зруйнований більшовиками в 1930-х роках. Початок будівництва собору було покладено ще 6 грудня 1752 року генерал-майором Іваном Хорватом, архітектор невідомий. Був збудований по благословінню Київського митрополита Тимофія Щербацького орієнтовно в 1760-х роках. Собор був виконаний у стилі ампір, і в плані являв собою дев'ятидільну хрещату споруду, над якою підіймалась чотирикутна баня, закінчена дванадцятисегментним шатром, що був увінчений круглим глухим ліхтарем та позолоченою кулею. На другому ярусі дзвіниці висів великий дзвін, діаметром до 2,5 метра. В 1792 році праворуч від головного входу до собору було поховано генерал-аншефа російської армії Петра Текелія. Після набуття Новомиргородом в 1794 році губернського та єпархіального значення, собор Святого Миколая став кафедральним. Сюди були переведені духовна семінарія та консисторія.[57]
- Іллінська церква (вул. Іллінська, 85). Побудована в 1786 році на кошти купця Миколи Годжія з цегли у візантійському стилі.[58] Тетраконхова в плані (має вигляд хреста, центрична), з восьмикутним трибуном та куполом, увінчаним главкою. Гладкі поверхні стін з двома рядами вікон розділені пласкими пілястрами, по карнизу їх оточує фриз з ліпними розетками. У силуеті церкви підкреслена ступінчаста композиція мас. За характером архітектури, пам'ятка являє собою перехідний етап від бароко до класицизму.[59]
- Миколаївська церква (вул. Садова, 85). Зведена у 1809 році генералом Висоцьким[60] в стилі еклектики. Являє собою цегляну споруду, що в плані складається з трьох частин: центрального квадратного об'єму, прямокутного бабинця та напівкруглої абсиди. Центральний вхід до церкви оздоблений чотирма колонами, що стоять на високому цоколі. План та об'ємно-просторова структура церкви продовжують традиції української архітектури, а її зовнішній декор виконано в стилі еклектики.[61]
- Будинок магазину (вул. Соборності, 298/12). Побудований в останній третині XIX століття в стилі еклектики. Споруда цегляна, одноповерхова. Головний фасад відзначається великою кількістю декоративних деталей. Будівля є яскравим прикладом єврейського земського будування в Златополі, належить до цінної міської забудови. Нині за призначенням не використовується.[62] В липні 2010 року трапився обвал стіни цього будинку, оскільки під будівлею, ймовірно, проходить один з ходів златопільських катакомб.[63]
- Златопільська гімназія (вул. Миколи Зерова, 20). Будівництво велося з 1885 по 1891 рік на земельній ділянці, переданій у пожертву Лопухіними — власниками Златопільської садиби, на кошти мешканця Новомиргорода почесного попечителя в 1864–1886 навчальних роках підпоручика у відставці Миколи Цвіткова (надав 30000 рублів, за що був нагороджений Орденом Святого Володимира 4 ступеня 1 січня 1886 року[64]) та Лазаря Бродського (надав 10000 облігаціями східної позички[65]). Автором проекту вважається архітектор Архипов. Виконано у стилі еклектики з впливом ренесансної архітектури. Являє собою архітектурну цінність як один з прикладів естетичного вирішення споруд навчальних закладів кінця XIX століття.[66]
- Комплекс будівель міської лікарні (вул. Соборності, 89). Комплекс лікарні був побудований архітектором Яковом Паученком на кошти Ганни Дмитрян — дочки місцевого купця. Будівництво велося з 1910 по 1913 рік на території старої богодільні поруч із полковою церквою. Проект лікарні виконаний у псевдоруському стилі відділенням Департаменту у справах цивільного будівництва м. Одеси. Цегельний орнамент та металеві мережива, що прикрашають перекриття центрального ризаліту і ґанки, імітують різьблення по дереву давньоруських будівель. Поряд з основною будівлею лікарні знаходиться будинок головного лікаря (1912), приміщення електростанції та стайні (1911). Комплекс лікарні є чудовим зразком цивільної архітектури, що одержав розвиток на півдні Російської імперії з 70-х років XIX століття.[67]
- До інших споруд міста кінця XIX — початку XX століть належать будинок МШС (1912), земська школа (нині — МНВК) та колишні казарми (нині — корпуси «Райагрохіму»). У центрі міста та Златополі збереглось також декілька одноповерхових будинків цього періоду, однак, за винятком старої будівлі земського банку, особливої архітектурно-мистецької цінності вони не являють.

### Пам'ятники

Пам'ятник Тарасові Шевченку в Новомиргороді

Новомиргородські монументи та відповідним чином оформлені меморіальні місця:
- Тарасу Шевченку (2010);
- Архангелу Михаїлу (2010);
- Воїнам-інтернаціоналістам (2000);
- Жертвам Голодомору (2009);
- Жертвам Чорнобильської катастрофи (2006);
- Батьківщина-мати;
- Костянтину Скрябіну;
- Пам'ятник до 40-річчя Перемоги (1985);
- Пам'ятник-танк ІС-3;
- Братські могили воїнів Радянської Армії (загалом 3), та інші.

### Меморіальні таблиці
- Оболенському Є. П., декабристу
- Подолинському С. М., науковцю та лікарю
- Поповкіну Є. Ю., письменнику
- Даценку І. В., лікарю
- Стеценку К. Г., композитору та Тичині П. Г., письменнику
- Понеділку М. В., письменнику-емігранту
- Тургелю М. М., герою Радянського Союзу
- Шаповалову А. А.[68], герою Радянського Союзу, та інші.

## Туризм

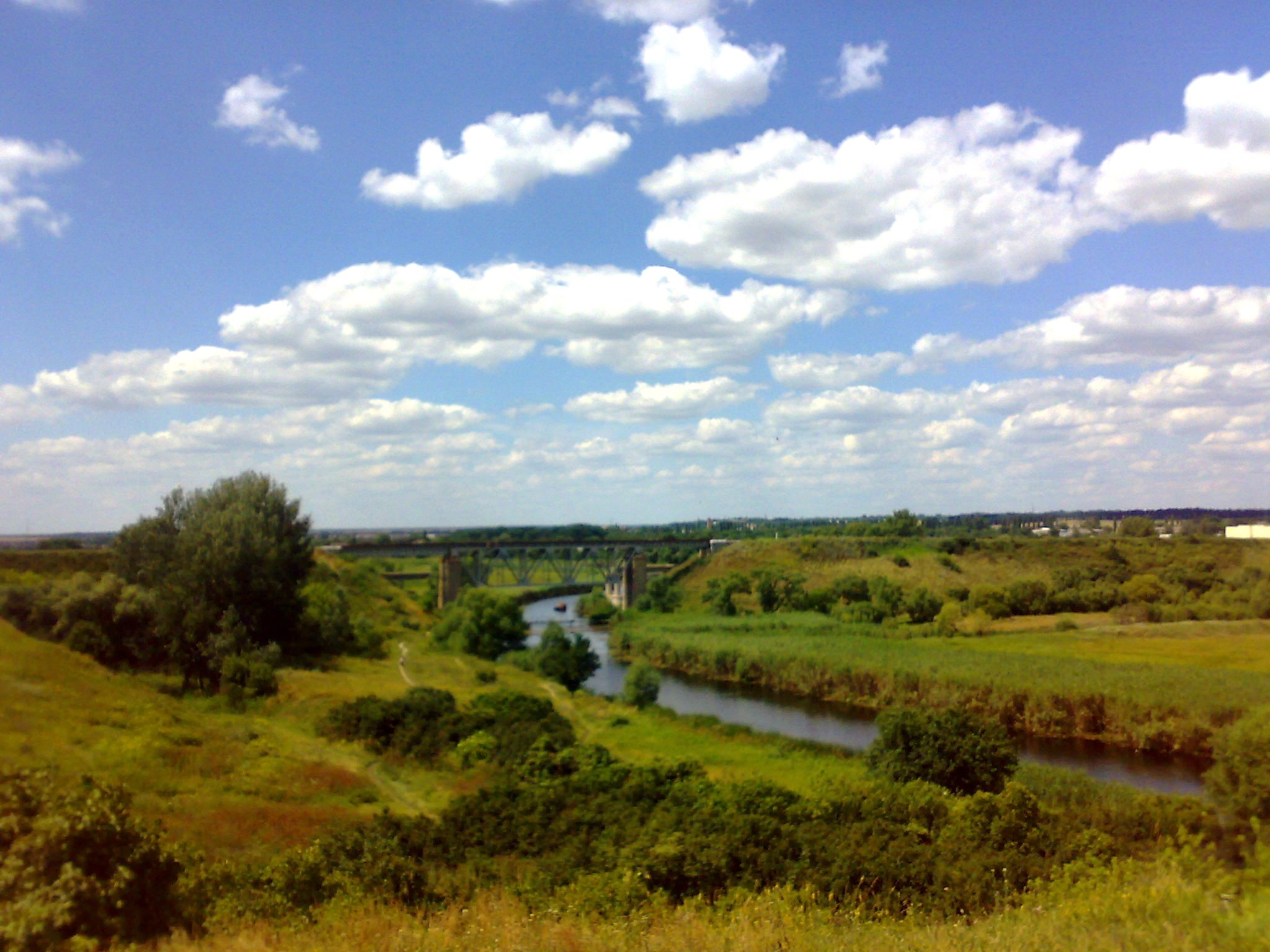
Східні околиці Новомиргорода. Вид з Панських Гір на долину Великої Висі.

Відсутність великих промислових підприємств у місті створює хороші умови для відпочинку. За даними журналу «Місто. Поліс», Новомиргород займає 12-е місце серед найзеленіших міст України (60,5 км² зелених насаджень на одного мешканця).
Ландшафтний заказник місцевого значення «Панські Гори» розташований на південно-східній околиці Новомиргорода, між містом та селом Костянтинівка. Він має загальну площу 8,1 га. Ділянка включає схил високого правого корінного берега Великої Висі та частину заплави і відзначається різноманітністю екологічних умов та рослинного покриву. Схили здалеку помітні своїм барвистим аспектом, адже на них переважають різноманітні рослини степового комплексу. Урочище досить бідне у фауністичному відношенні. «Панські Гори» розташовані неподалік від районного центру, а тому є перспективними для обладнання екологічного маршруту. На території заказника знаходиться джерело з питною водою, що містить іони срібла.
На західних околицях міста знаходиться гідрологічний заказник загальнодержавного значення «Велика Вись». Він розташований у заводі річки, на ділянці між Новомиргородом і селом Лікареве та частиною заводі притоки Турія від місця її впадіння в річку до села Листопадове. Охоронні землі займають 568 га. Рослинний світ заказника різноманітний у флористичному відношенні. На його території, що являє собою своєрідний трикутник, переважає болотна рослинність; тут зберігся типовий для півдня лісостепової зони заплавний лучно-болотний комплекс. Наукову цікавість являють засолені луки заказника, де збереглись рідкісні для України види осоки.

## Відомі люди

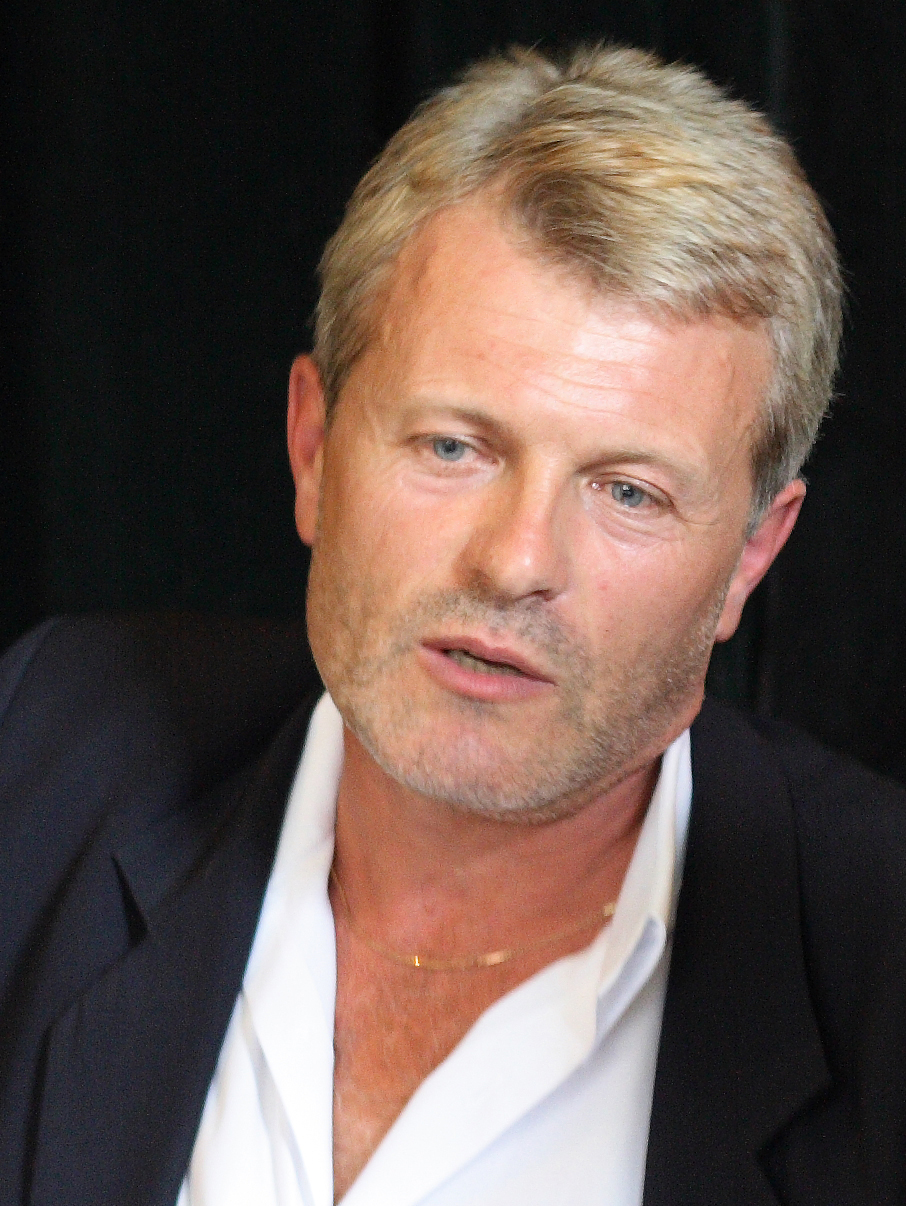
Олександр Жовна

З Новомиргородом та Златополем пов'язані долі багатьох видатних людей. Тут народились:
- декабрист Євген Оболенський,
- брати-декабристи Йосип та Олександр Поджіо,
- художниця Ганна Білінська-Богданович,
- єпископ Феофан Хомжа,
- кубанський священник, кобзар та просвітник Кирило Росинський,
- народний артист Володимир Давидов,
- мікробіолог Іван Дудченко,
- біолог та геоботанік Данило Афанасьєв,
- агробіолог Михайло Ритов,
- письменник Дмитро Бузько,
- філолог Арон Тростянецький,
- письменник-емігрант Микола Понеділок,
- драматург Сергій Білобабченко,
- філолог, філософ та автошляховик Степан Кожум'яка,
- письменник і поет Юрій Мокрієв,
- поет та журналіст Біба Петро Микитович,
- астроном та геліофізик Базелян Лазар Львович,
- письменник Коваль Юрій Андрійович,
- письменник Гончаренко Борис Аврамович,
- український генерал Голінко Володимир Васильович,
- художник та поет Шульга Віктор Андрійович,
- кандидат історичних наук Дмитренко Тетяна Тимофіївна,
- генерал полковник, учасник Другої світової війни Чухнов Іван Пилипович,
- поет та прозаїк Павло Малєєв

У 1751–1762 роках в Новомиргороді проживав командир військового корпусу і очільник Нової Сербії Іван Хорват. Згодом тут мав маєток і був похований генерал-аншеф Петро Текелій, який керував ліквідацією Запорозької Січі.
Дослідник Сергій Подолинський до 1877 року працював у Новомиргороді земським лікарем. Володимир Винниченко в 1900 році отримав атестат у Златопільській гімназії, Микола Зеров працював у ній викладачем. Його колегами були Григорій Грушевський, Борис Лятошинський, Олександр Назаревський. Тут навчався поет та літературознавець Павло Филипович.
Деякий час, перебуваючи на військовій службі у Сіверському полку, тут проживав український письменник Іван Котляревський. Він відвідав Новомиргород 20 січня 1806 року як корпусний ад'ютант. У Златополі мешкала його двоюрідна сестра Ганна Яківна Скоробогач.
У 1820-х роках у Новомиргороді проживав російський поет та філософ Володимир Печерін.
Під час заслання на південь, у місті в листопаді 1820 та в лютому і березні 1821 року побував російський поет Олександр Пушкін.
Улітку 1824 року разом з батьком, який тоді чумакував через Златопіль і Новомиргород, місто відвідав Тарас Шевченко. 25 червня 2010 року в сквері біля Новомиргородської міської ради йому було відкрито пам'ятник.
З 1833 року Златополем володів герой Франко-російської війни 1812 року генерал-лейтенант Удом Євстафій Євстафійович, який помер у Златополі в 1836 році і був тут похований.
З 1926 по 1935 рік у середній школі Новомиргорода навчався вчений-атомник, племінник Степана Кожум'яки Анатолій Пащенко.
З 2007 року в Новомиргороді діє кімната-музей Степана Кожум'яки [Архівовано 26 липня 2021 у Wayback Machine.].
У місті народився і проживає письменник та кіносценарист Олександр Жовна, заслужений діяч мистецтв України (2008), лауреат кількох літературних премій.
У Новомиргороді народився та навчався Євгеній Присяжний, старший солдат 3-го окремого полку спецпризначення, який загинув 23 серпня 2014 року внаслідок мінометного обстрілу Савур-Могили російськими окупантами. Тут проживав і з золотою медаллю закінчив Златопільську гімназію Андрій Гурічев — чемпіон світу з паверліфтингу, командир взводу спостереження і технічних засобів спостереження 57-ї окремої мотопіхотної бригади, який загинув 5 серпня 2015 року в результаті мінометного обстрілу спостережного пункту на териконі шахти «Южна» поблизу смт Ленінське.

### Почесні громадяни міста
- Залізняк Леонід Львович — український археолог, доктор історичних наук
- Кожум'яка Степан Демидович — філолог, дисидент, автошляховик (посмертно, з 2002 року)[74]
- Кочерга Павло Євтихійович — Герой Радянського Союзу, лейтенант, учасник форсування Дніпра
- Сугаков Володимир Йосипович — доктор фізико–математичних наук, професор, член-кореспондент НАН України[75]
- Ткаченко Василь Іванович — Герой Радянського Союзу, полковник, учасник штурму Рейхстагу[76]
- Хохол Маргарита Іванівна — доктор медичних наук, заслужений лікар України[75]

### Вчителі математики Новомиргородського району
- Левшин Микола Миколайович — педагог, завідувач відділу педагогіки і психології вищої освіти Інституту вищої освіти НАПН України, професор кафедри соціальної філософії та філософії освіти НПУ імені Михайла Драгоманова, лауреат виставки НАПН України за кращий підручник з математики для початкової школи. У 2003 і 2009 роках він був визнаний читачами тижневика «Освіта» кращим освітянином року у номінації «Засвіти вогонь». Ведучий додатку «Методика» (газета в газеті), модератор проекту «Педагогічні технології», автор понад 170 наукових праць, під його керівництвом захищено 8 кандидатських дисертацій.
- Жирний Федір Абрамович — учитель математики та директор Златопільської середньої школи з кінця сорокових років до кінця сімдесятих років XX століття.